# 熱田区
熱田区（あつたく）は、名古屋市を構成する16区のうちの1つ。古代からは熱田神宮の鳥居前町、近世からは東海道五十三次の宮宿の宿場町として栄えた場所である。

## 概要

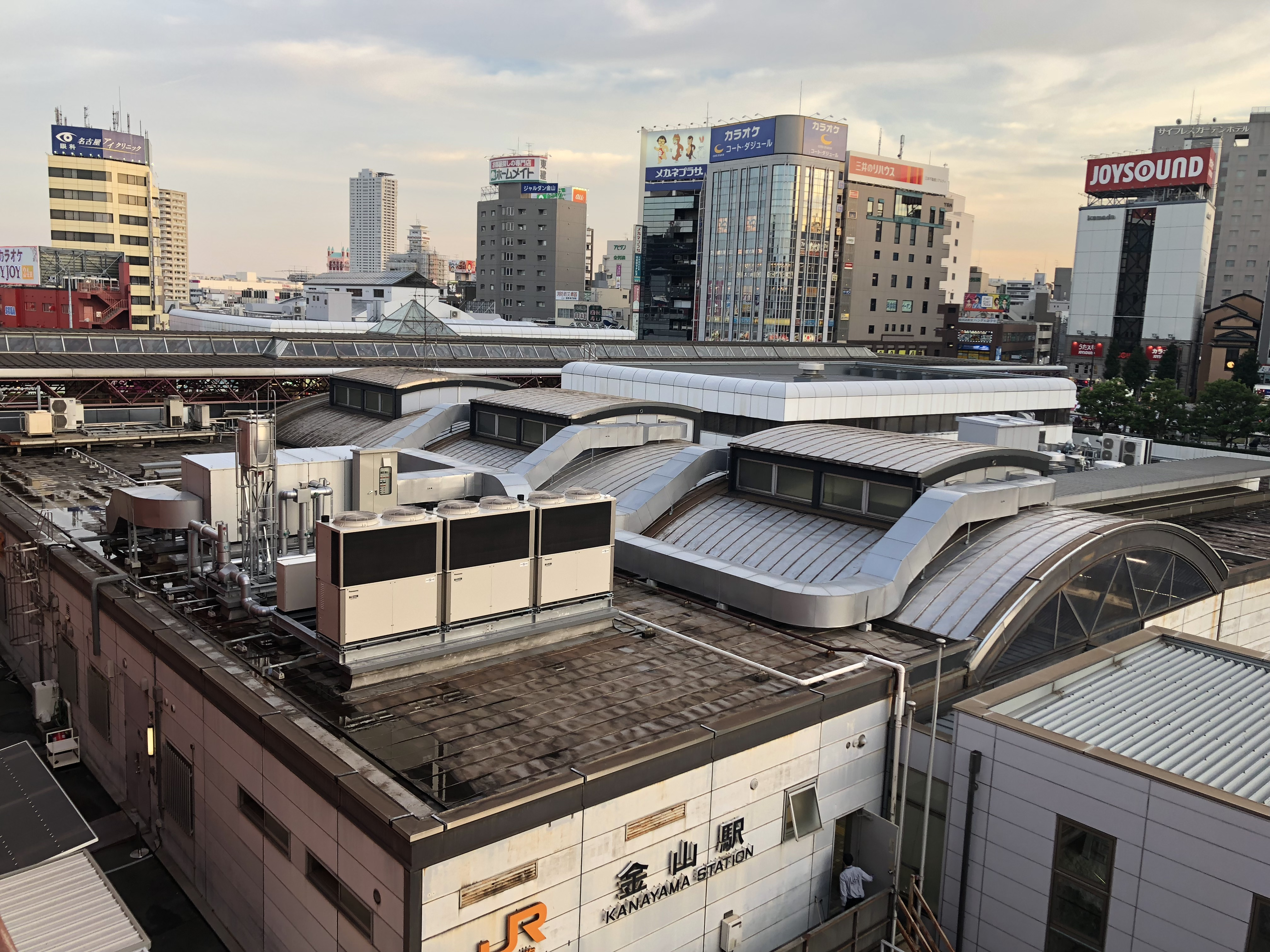
南部副都心である金山

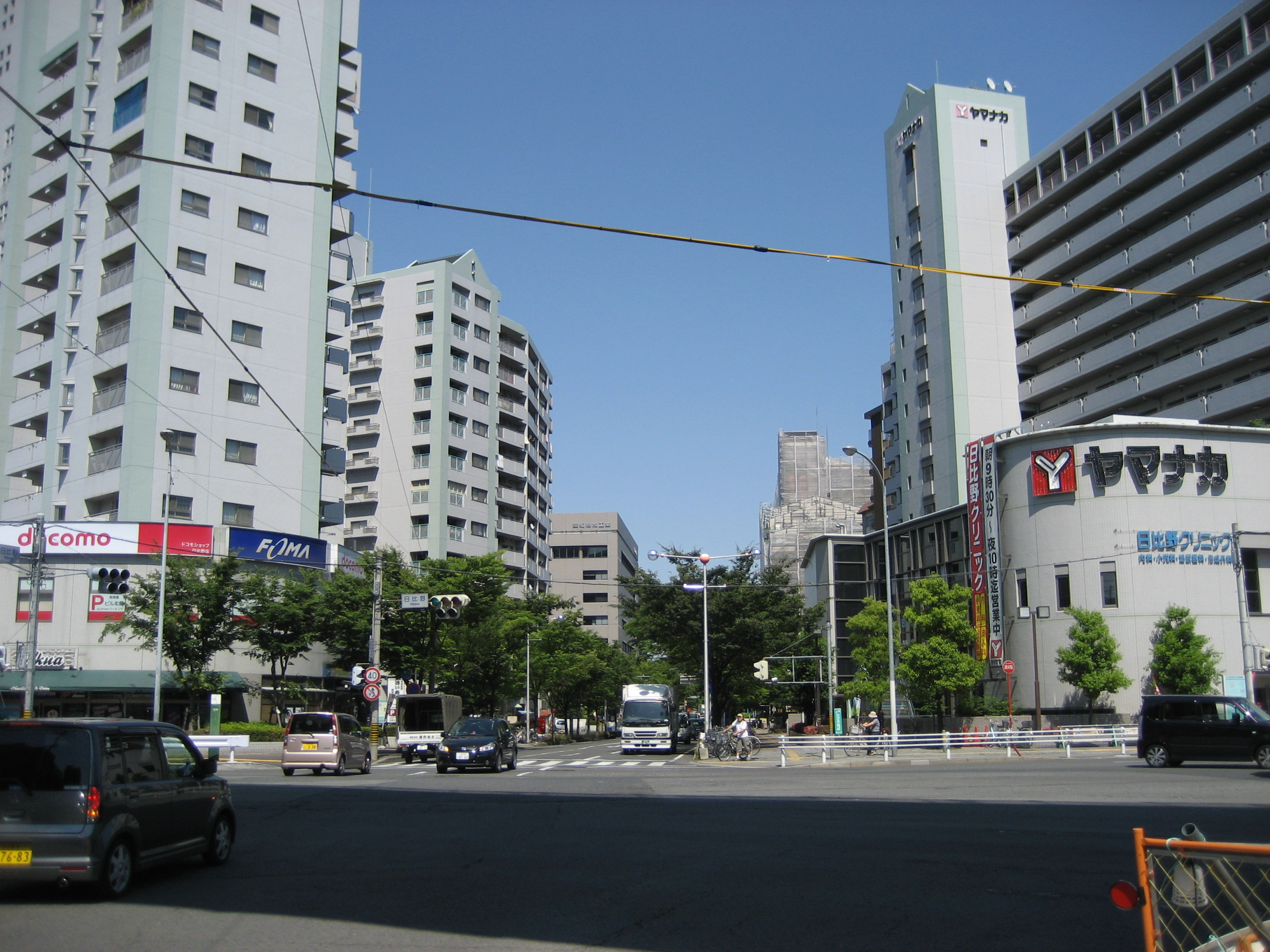
日比野

面積はやや小さく、位置的には名古屋の中央の南寄りに位置する。熱田神宮周辺は典型的な下町で、中区大須地区などと並んで名古屋の風情を色濃く残している。
熱田神宮から金山駅にかけての熱田台地は比較的標高が高いが、それより西側の堀川周辺などの地域は低地であり、海抜ゼロメートル未満の地域も多い。
熱田区の人口は1965年におよそ9万人を記録して以来、漸減傾向にあったが、近年はザ・ライオンズ ミッドキャピタルタワーや一条タワー金山のようなタワーマンションに代表される再開発により、人口増加に転じている。
また、六野の大同特殊鋼跡にイオン熱田ショッピングセンター（現・イオンモール熱田）が開店し、また名古屋高速道路のインターチェンジが開設された。
近年、金山駅周辺にアスナル金山など再開発され、名古屋南部の副都心として成長している。
道路は、国道1号、八熊通、大津通、伏見通、江川線、中野橋通が通じている。
熱田区の中心地点は玉の井町である。

### 地名の由来
熱田の地名の由来は諸説がある。定説は、日本書紀の「其蛇飮酒而睡、素盞烏尊（すさのおのみこと）拔劒斬之、至斬尾時、劒刃少缺、割而視之、則劒在尾中、是號草薙劒（くさなぎのつるぎ）、今在尾張國吾湯市村（あゆちのむら）、即熱田祝部所掌之神是也。」の記述を根拠とした吾湯市（あゆち）という地名にルーツを求めた説である。また、万葉集に詠まれた熱田の光景である「年魚市方（） 塩干家良思 知多乃浦尓 朝榜舟毛 奥尓依所見」の年魚市潟（）という呼び名を熱田の語源とする説もある。

## 地理

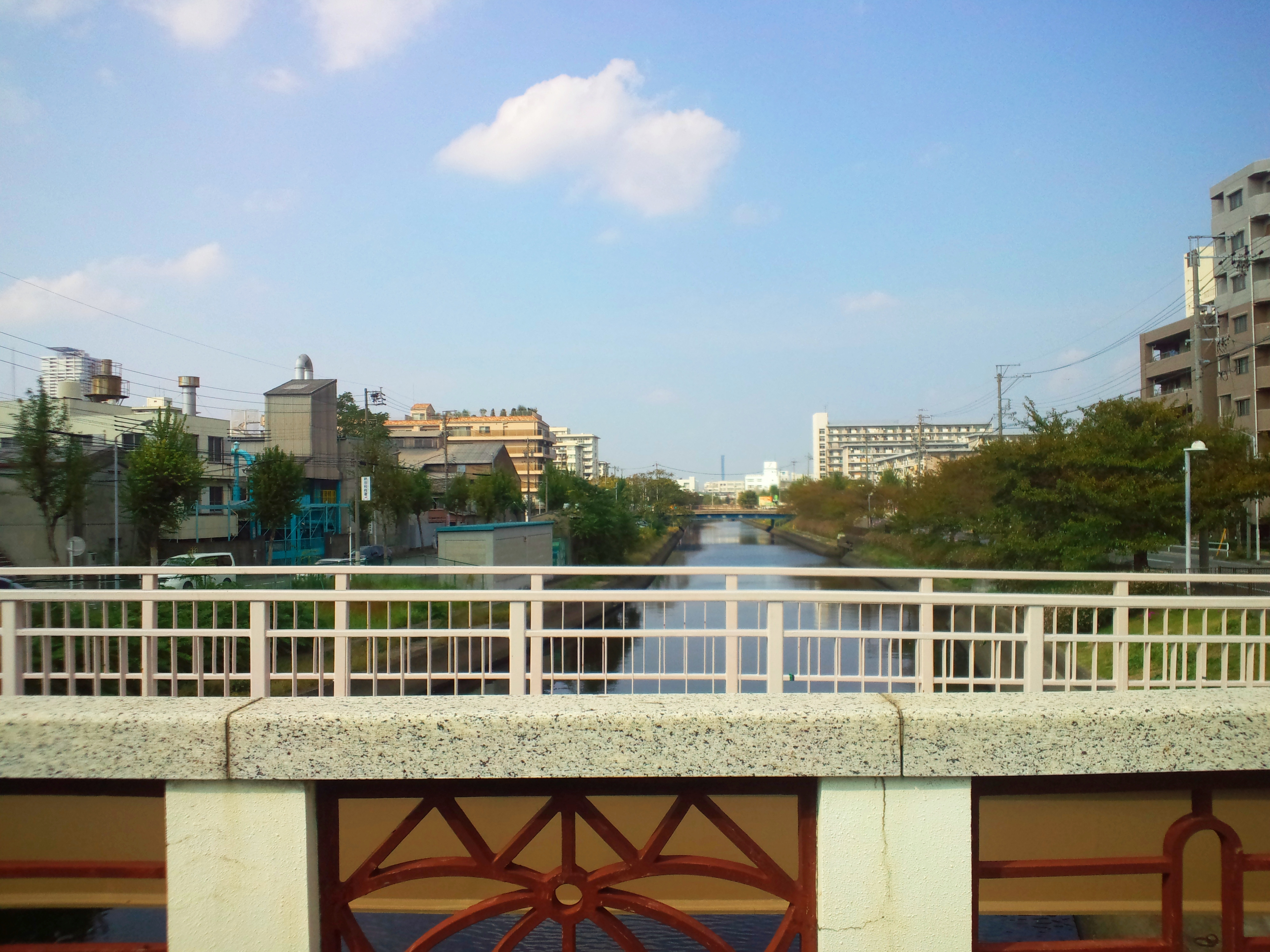
新堀川

### 地形

#### 河川
主な川
- 堀川
- 新堀川

#### 湖沼
主な池
- 太夫堀

### 人口
2022年10月現在、名古屋市16区の中で最も人口が少ない。
| 熱田区の人口の推移 \| 2000年（平成12年） \| 62,611人 \| \| \| 2005年（平成17年） \| 63,619人 \| \| \| 2010年（平成22年） \| 64,683人 \| \| \| 2015年（平成27年） \| 65,984人 \| \| \| 2020年（令和2年） \| 66,363人 \| \| |          |  |
| 総務省統計局 国勢調査より |          |  |
| 2000年（平成12年） | 62,611人 |  |
| 2005年（平成17年） | 63,619人 |  |
| 2010年（平成22年） | 64,683人 |  |
| 2015年（平成27年） | 65,984人 |  |
| 2020年（令和2年） | 66,363人 |  |

### 隣接行政区
名古屋市内
- 中区
- 昭和区
- 瑞穂区
- 南区
- 港区
- 中川区

## 歴史

### 古代

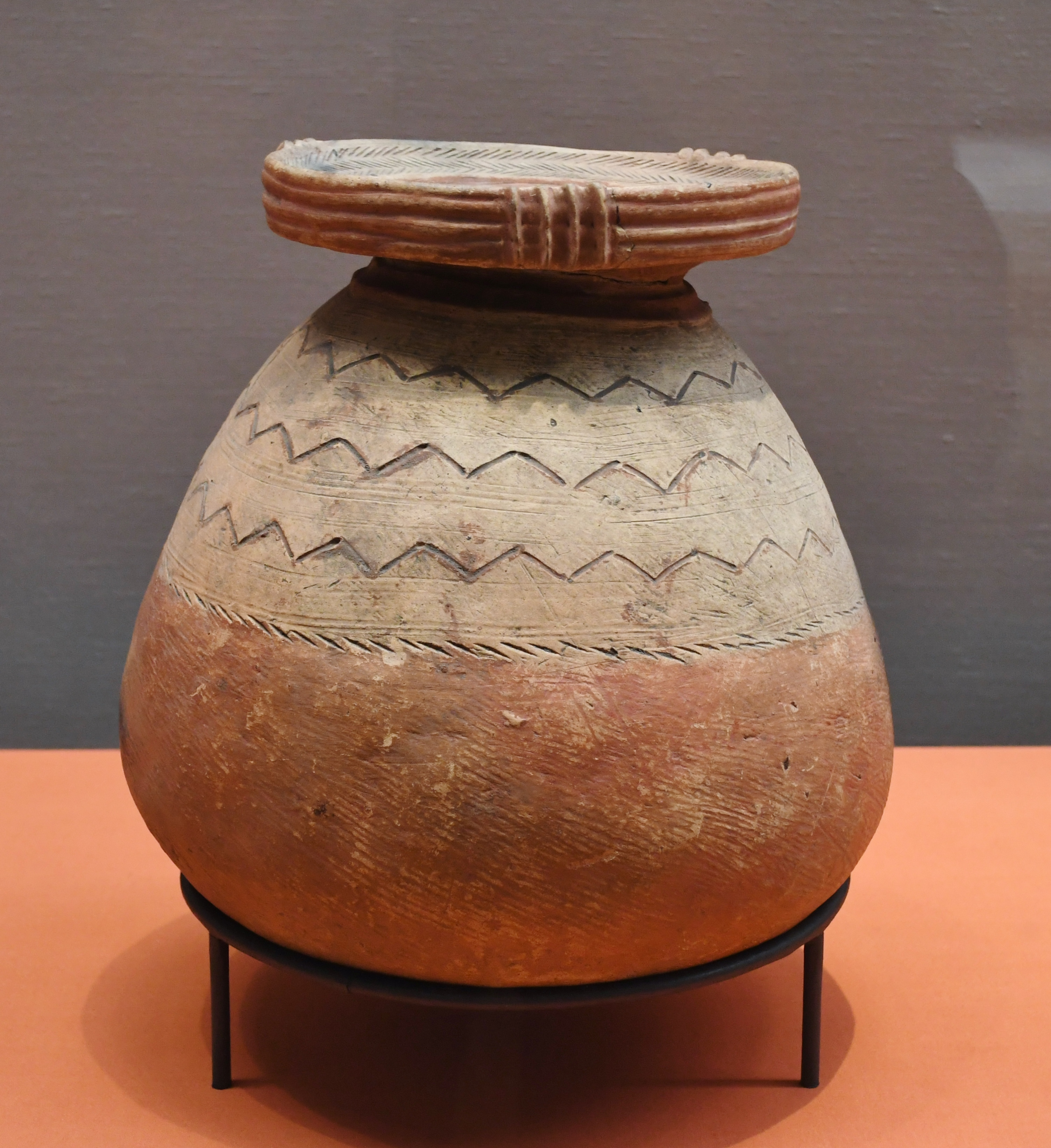
熱田区高蔵遺跡出土の壺形土器（弥生時代から古墳時代のものと推定されている）

熱田台地上には旧石器時代から平安時代に渡る古代遺跡が多く分布する。特に高蔵遺跡では、貝塚・環濠集落・古墳群などが見つかっており、考古学的に重要な遺跡として知られる。断夫山古墳は東海地方最大の規模を持つ前方後円墳で6世紀の築造とされる。
熱田神宮は熱田の発展と密接にかかわる神社で、三種の神器の一つである草薙剣が奉納されているとされる。伊勢神宮に次いで権威ある神宮として栄えることとなった。熱田神宮の創建は景行天皇の時代という伝説があるが、『朱鳥官符』には646年（大化2年）に熱田神宮が鎮座したという記録があるので、少なくとも飛鳥時代までには現在に通じる熱田神宮の祭祀が始まっていたようである。『日本書紀』や『尾張国風土記』には「熱田社」に関する言及があり、8世紀には「熱田社」（あつたのやしろ）という呼称が定着していた。
「熱田」という地名が史料上に現れるのは、主に奈良時代からで、『日本書紀』には以下のような記述がある。
この記述によれば、熱田神宮周辺のことを古くは「吾湯市村」（あゆちむら）と称していたらしい。「熱田」という地名は「あゆち田」が転じたものという説がある。
10世紀成立の『和名類聚抄』には尾張国愛智郡の郷の一つとして「厚田」が挙げられているので、平安期には愛知郡厚田郷が成立していた。

### 中世

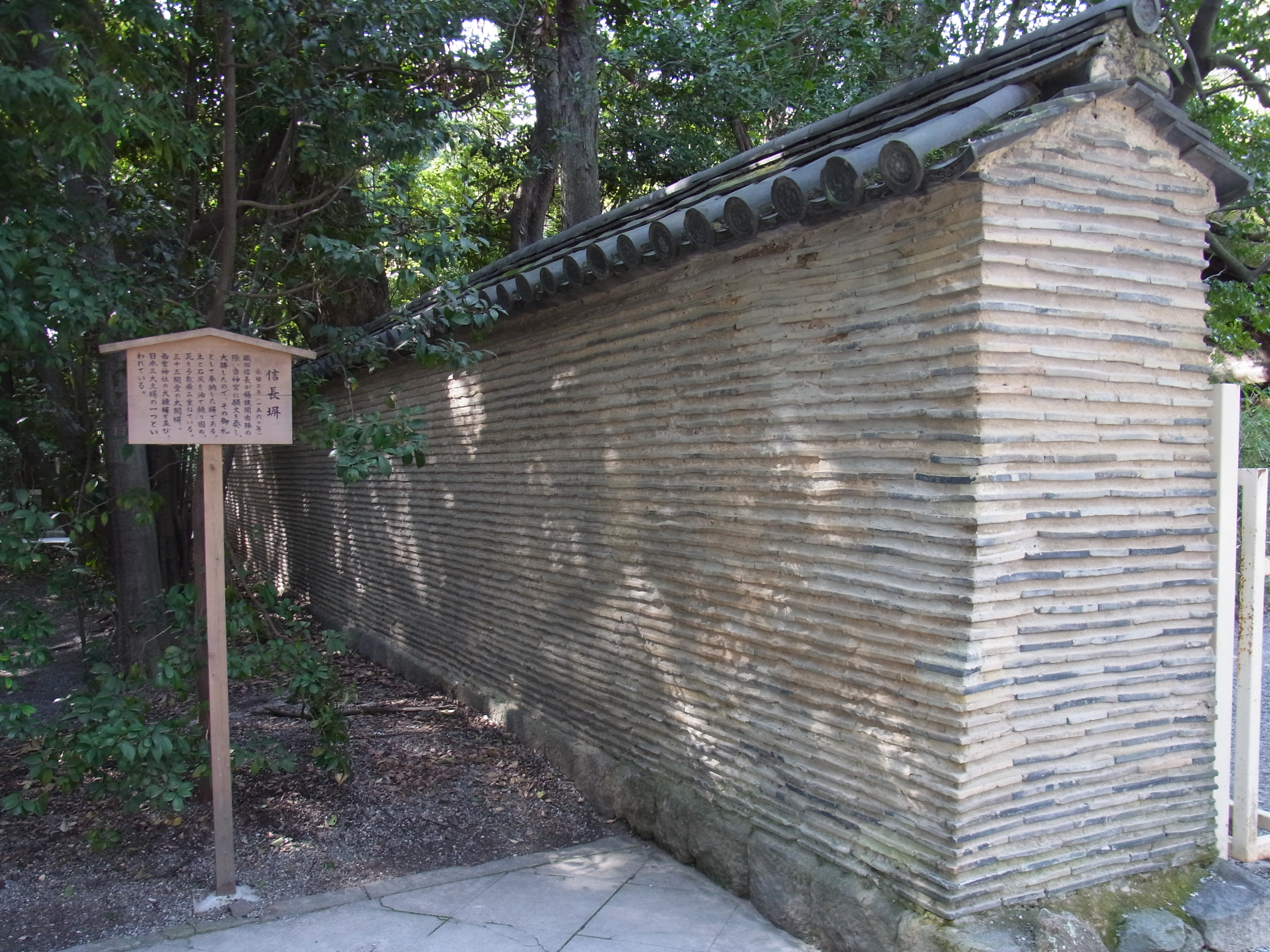
熱田神宮の信長塀

『海道記』『東関紀行』『十六夜日記』などの記述から、鎌倉期には既に多くの人々が熱田神宮に参拝するようになっていたことが知られている。13世紀初頭に熱田神宮鎮皇門付近で火災が起きた記録が残っているが、この頃には100軒以上の家が狭い場所に立ち並んでいたという。
熱田神宮の神主は古来より尾張氏が務めていたが、平安末期には藤原氏が実権を握った。熱田社領は中世に急速な発展を遂げ、14世紀には2644町に達している。
南北朝期以降は円福寺・本遠寺などの多くの寺社が建立され、門前町・宿場町として繁栄した。連歌会が盛んに行われた記録も残っている。
戦国期には織田信秀が熱田の商業権を勢力下に置こうとした。織田信長は熱田社の人夫の徴発特権を認め、東西加藤家への商業の自由を保証した。熱田神宮の境内に残る「信長塀」は、織田信長が桶狭間の戦いの勝利の礼として奉納した築地塀である。

### 近世

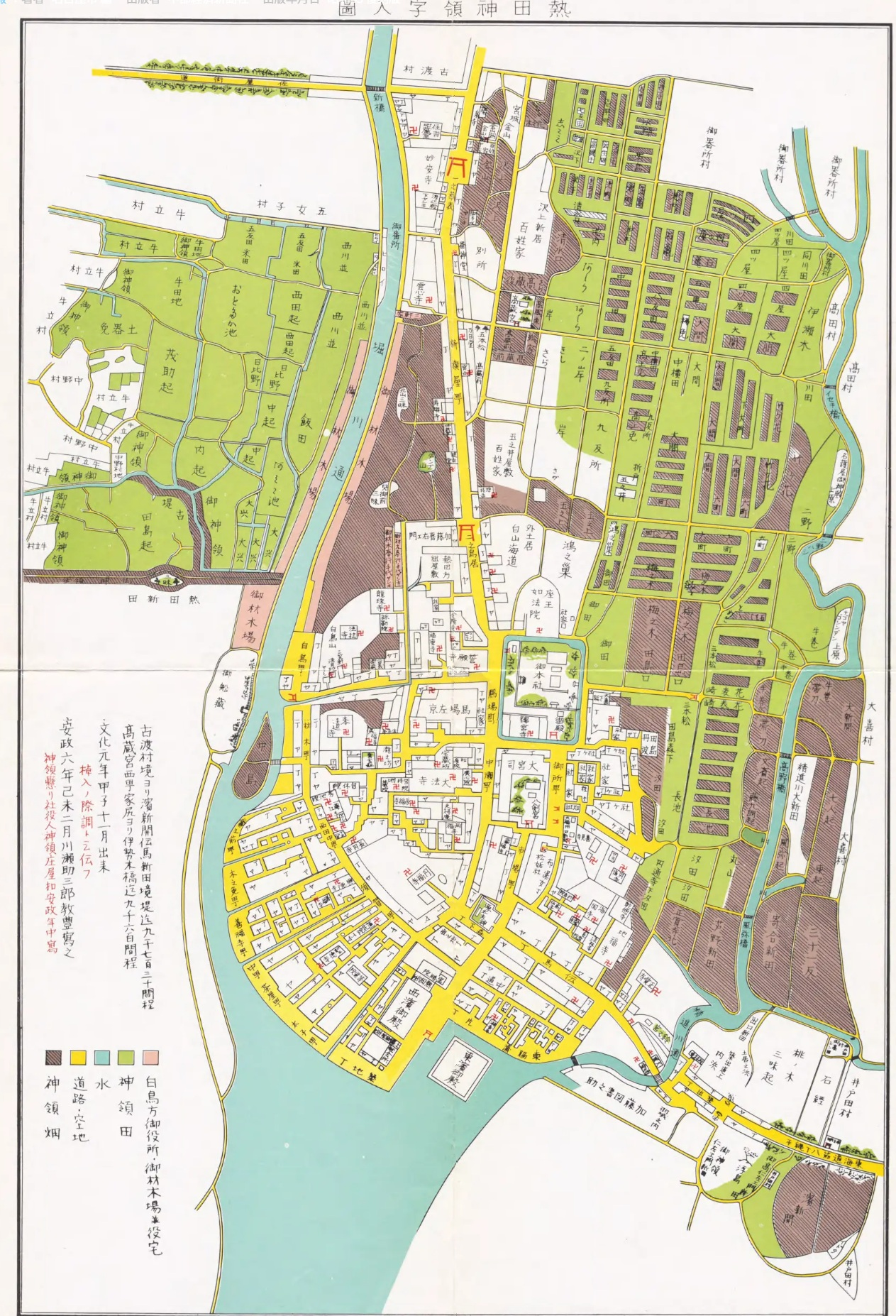
江戸後期の熱田神宮領の絵図

江戸期には、熱田神宮周辺の町・田畑を包含する広大な土地が「熱田神領」となっており、一つの行政区画を形成していた。熱田神宮の南には市場町、新宮坂町などの数多くの町（鳥居前町）が作られ、寺院も点在した。また、羽城や木之免町など当時の海岸では漁村としても栄えたことが知られている。
1601年（慶長6年）徳川家康による「五街道整備」が行われ、江戸から数えて東海道41番目の宿場町として「宮宿（熱田宿）」が整備された。宮宿は七里の渡しや十里の渡しの拠点となる港町・名古屋城城下の入口としても発展していた為、東海道で最大規模の宿場町だった。
江戸前期には熱田の南西部に熱田新田という新田が開発された。熱田新田は、現在の熱田区一番から港区小碓町にいたる広大な新田で、1番割から33番割に分けられた。熱田区に残る三番町や五番町といった町名は熱田新田の番割の名残である。

### 近代以降
- 1907年（明治40年）6月1日 - 名古屋市に編入される。
- 1908年（明治41年）4月1日 - 名古屋市が区制実施、南区の一部となる。
- 1937年（昭和12年）- 名古屋市の区制施行に際し南区として発足し、旧愛知郡熱田町の地域を中心に熱田区が分割される。
- 1944年（昭和19年）- 千代田町が中川区から編入され、一部が瑞穂区に編入され現在の区域となる。
- 1945年（昭和20年）6月9日 - 熱田空襲で愛知時計電機船方工場・愛知航空機（現愛知機械工業）工場周辺にアメリカ軍から爆撃を受け多大な被害を被る。

## 出先機関・施設

### 国家機関

#### 経済産業省
- 産業技術総合研究所 名古屋工業技術研究所

#### 厚生労働省
- 愛知労働局
  - 名古屋南公共職業安定所

日本年金機構
- 熱田年金事務所

#### 財務省
国税庁
- 名古屋国税局名古屋熱田税務署

#### 農林水産省
林野庁
- 中部森林管理局名古屋事務所

#### 法務省
- 名古屋法務局熱田出張所

### 施設

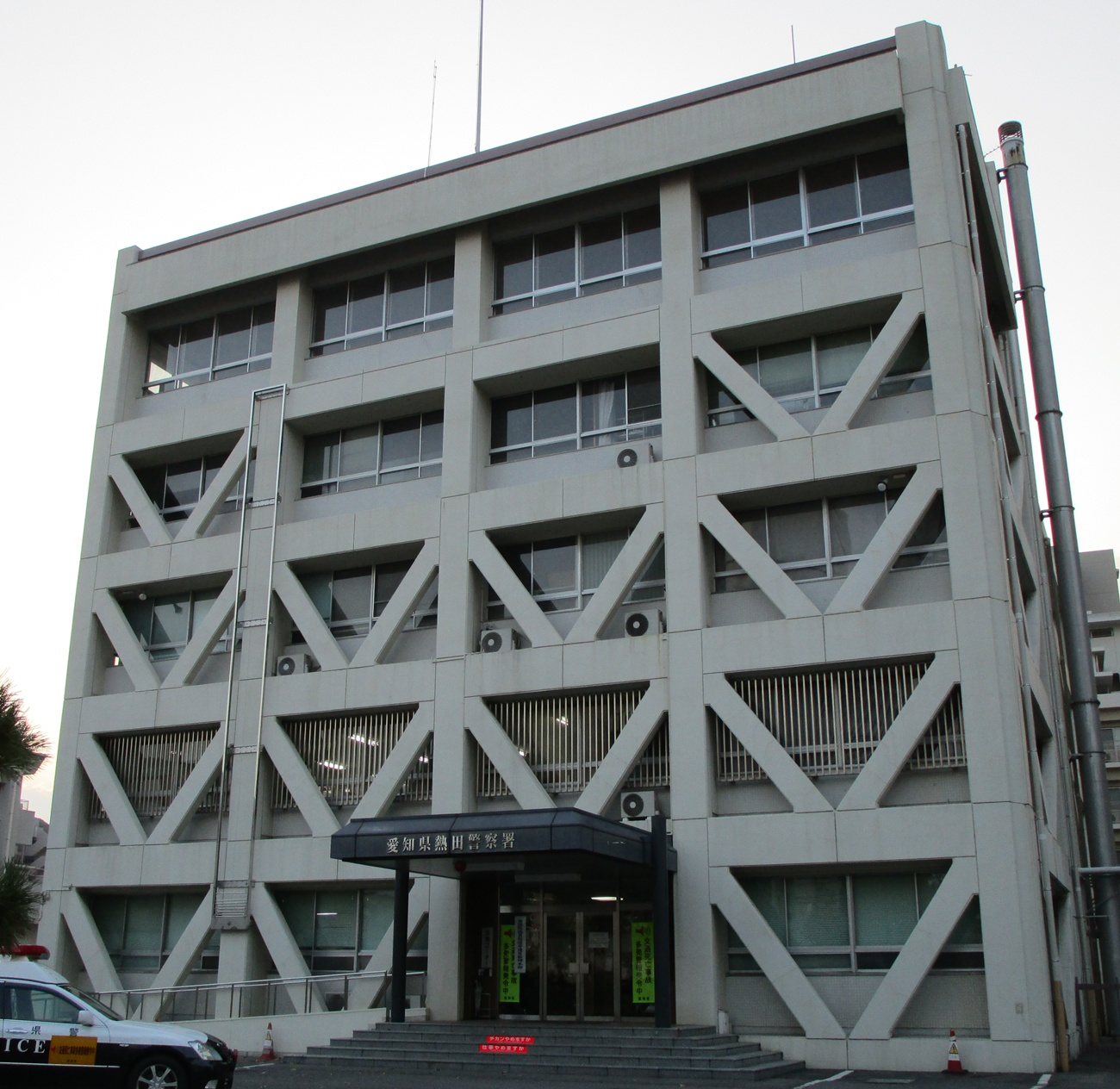
熱田警察署

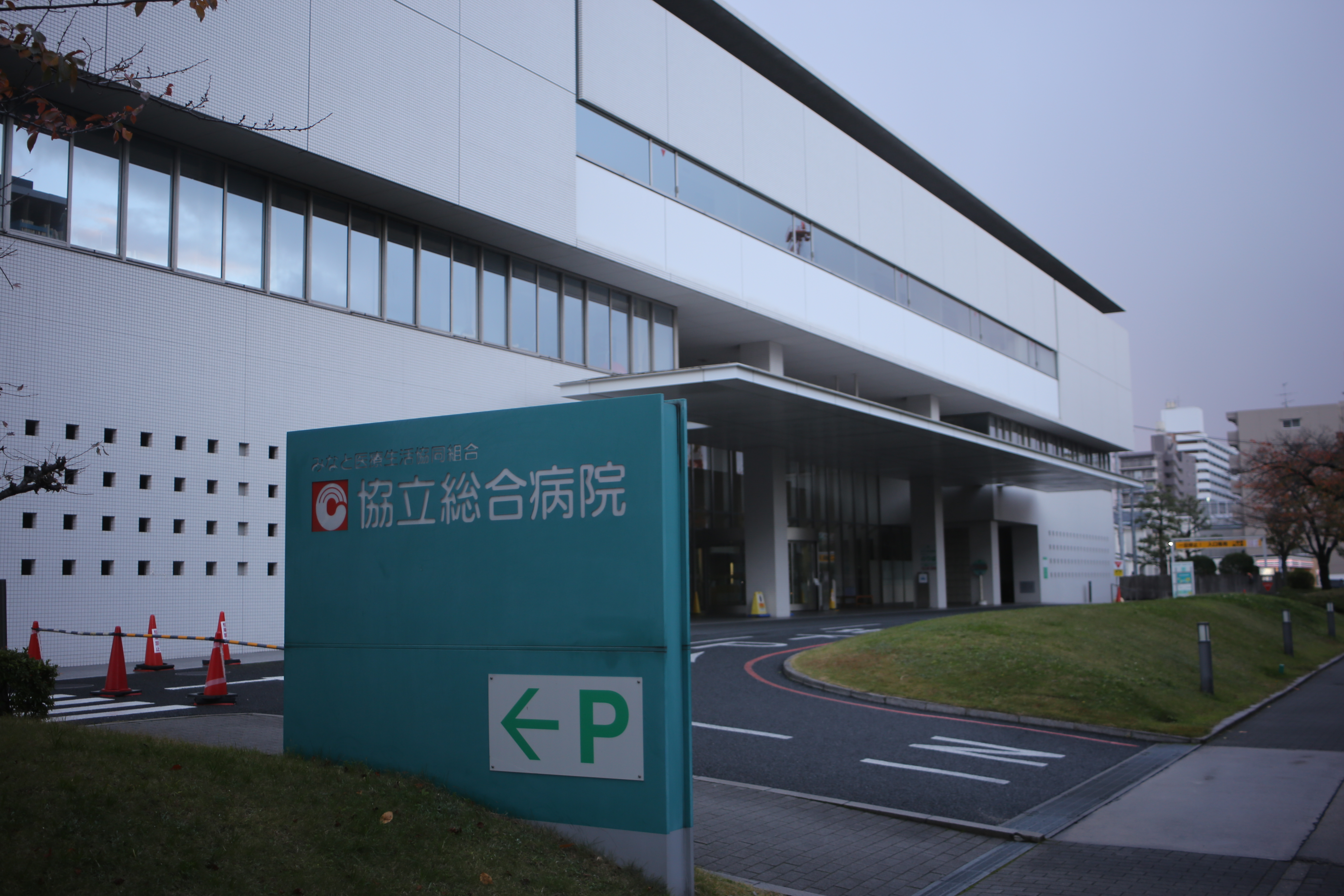
協立総合病院

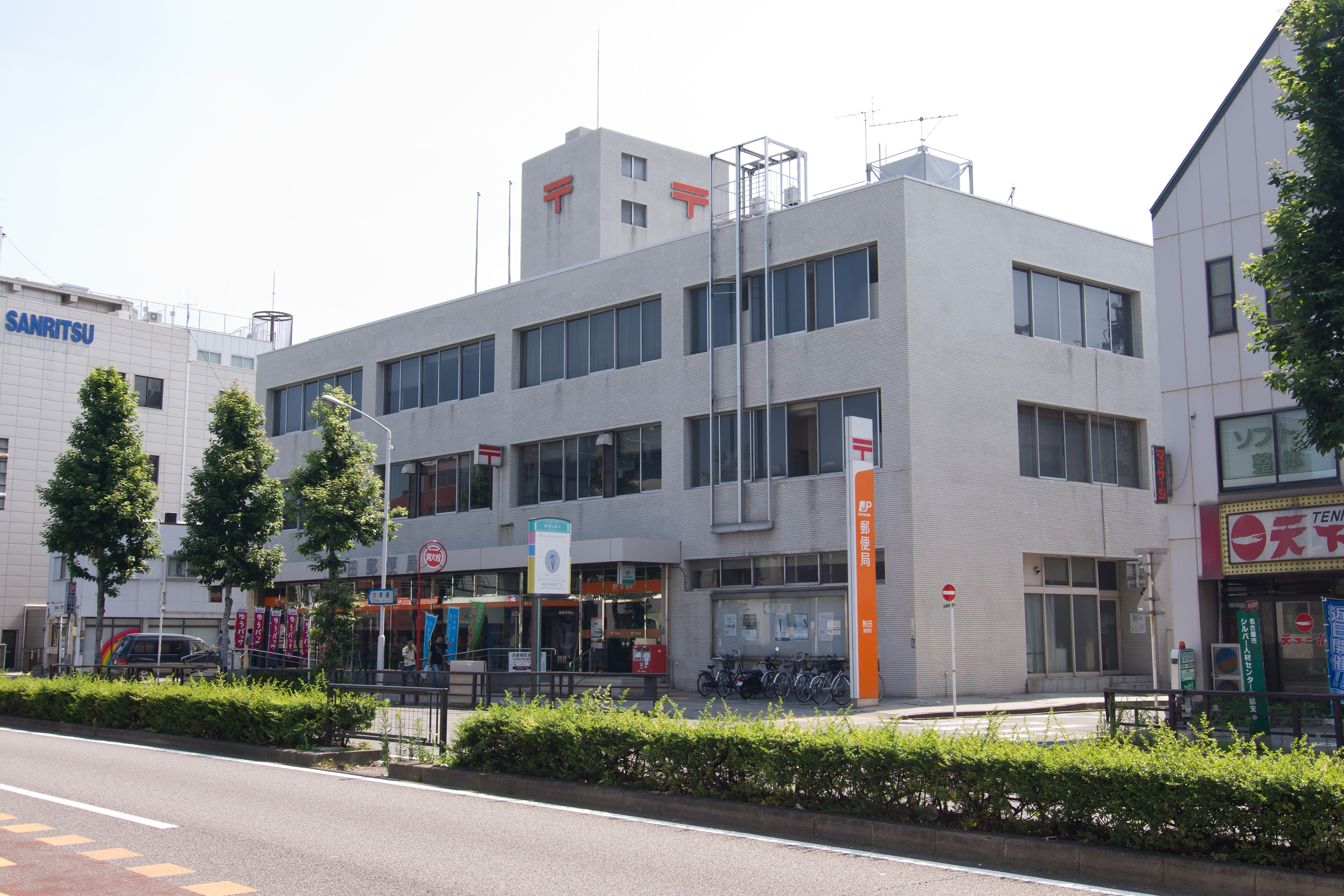
熱田郵便局

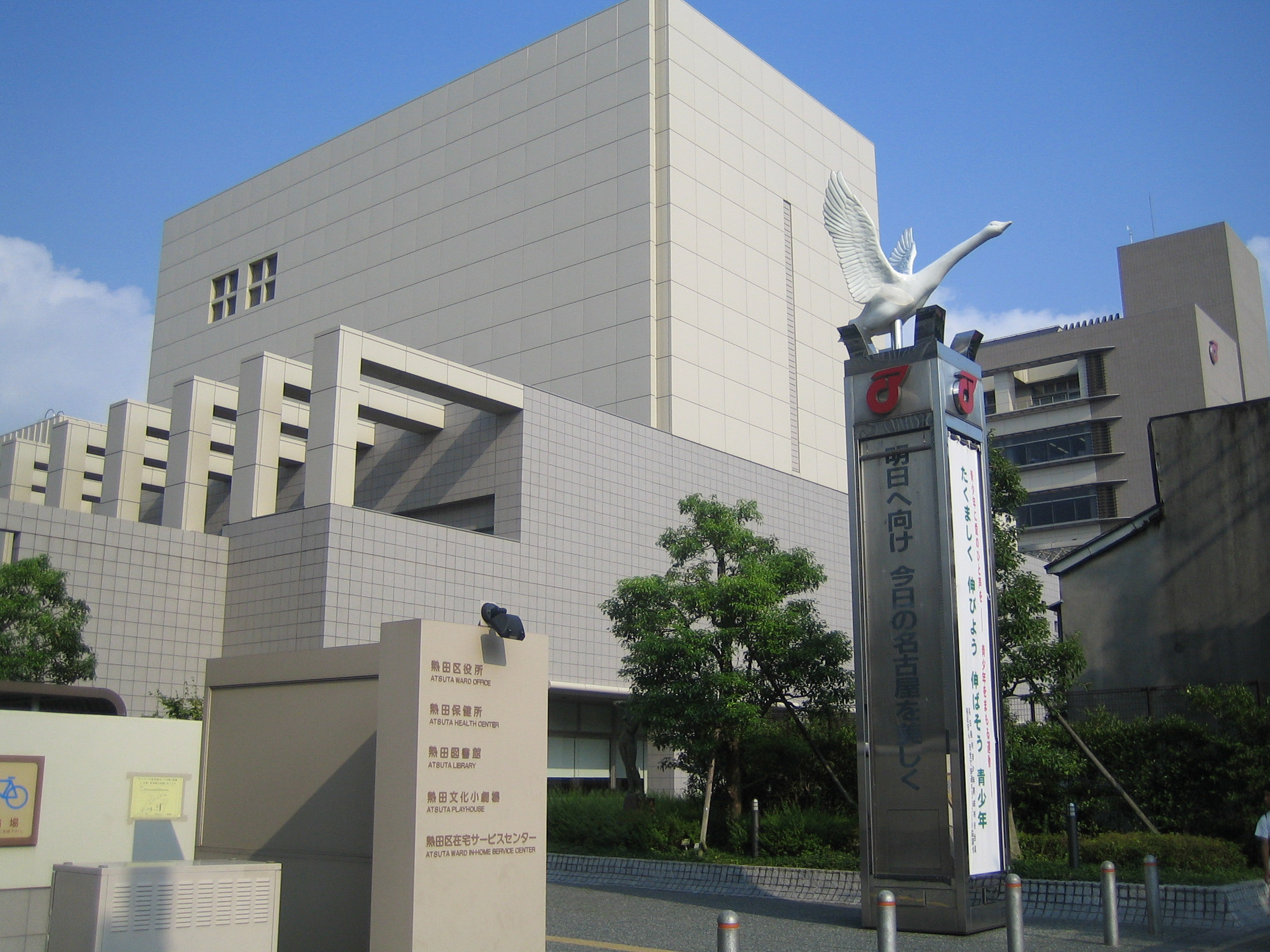
名古屋市熱田図書館
熱田文化小劇場

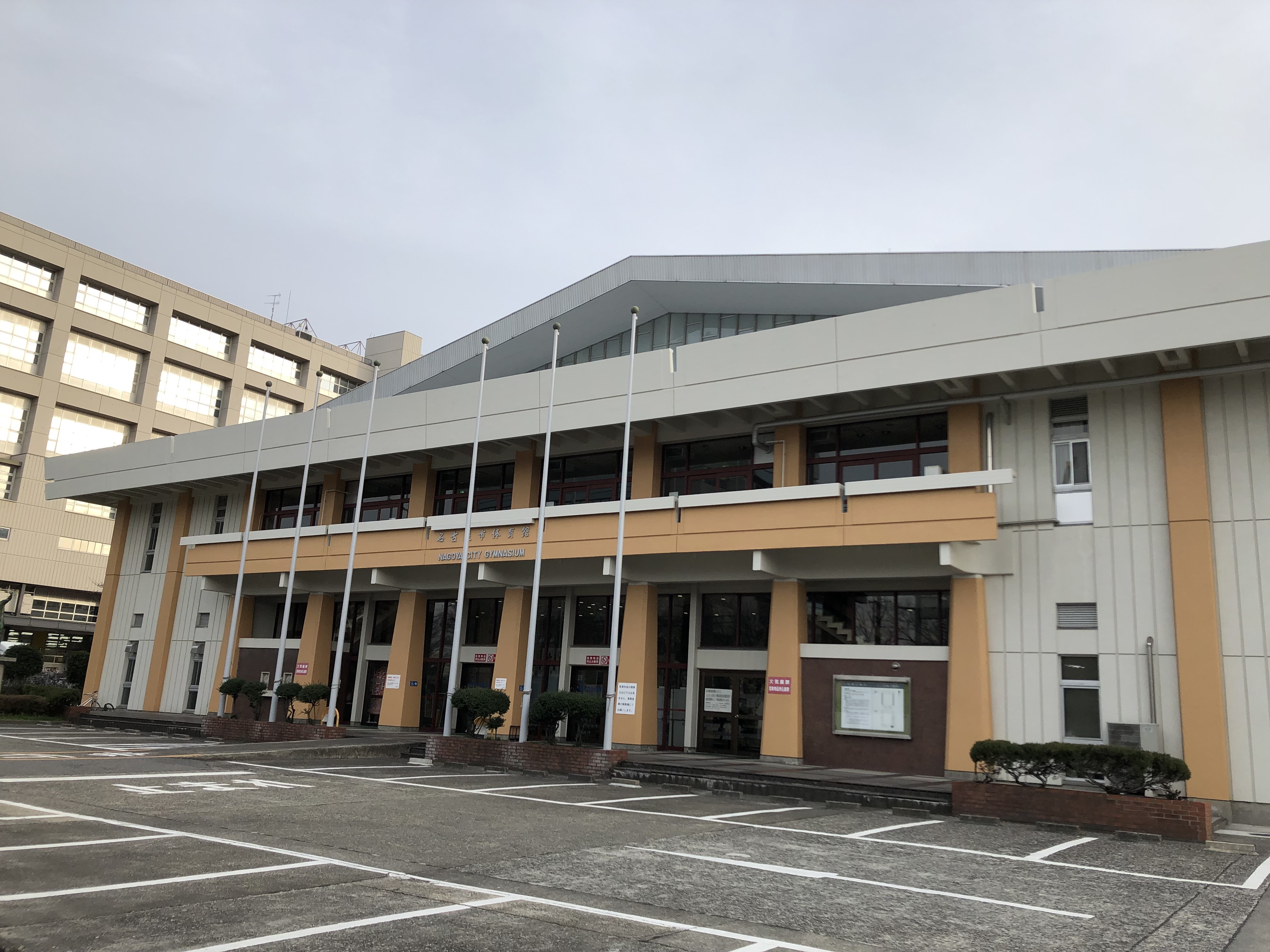
名古屋市体育館

#### 警察
本部
- 愛知県熱田警察署

交番
- 新尾頭交番（新尾頭1丁目）
- 旗屋交番（高蔵町）
- 神宮前交番（神宮3丁目）
- 千年交番（千年2丁目）
- 船方交番（二番1丁目）
- 日比野交番（大宝1丁目）

#### 消防
消防署
- 名古屋市熱田消防署

出張所
- 船方（熱田区一番2-42-2）

#### 医療・福祉
主な病院
- 熱田リハビリテーション病院
- 協立総合病院
- 三菱名古屋病院

#### 郵便局
主な郵便局
- 熱田郵便局
- 名古屋神宮郵便局

#### 文化施設
図書館
- 熱田文庫
- 名古屋学院大学附属図書館
- 名古屋市熱田図書館

劇場
- 熱田文化小劇場

#### 運動施設
主なスポーツ施設
- 名古屋市体育館
- 熱田神宮公園野球場
- 松田ボクシングジム

## 経済

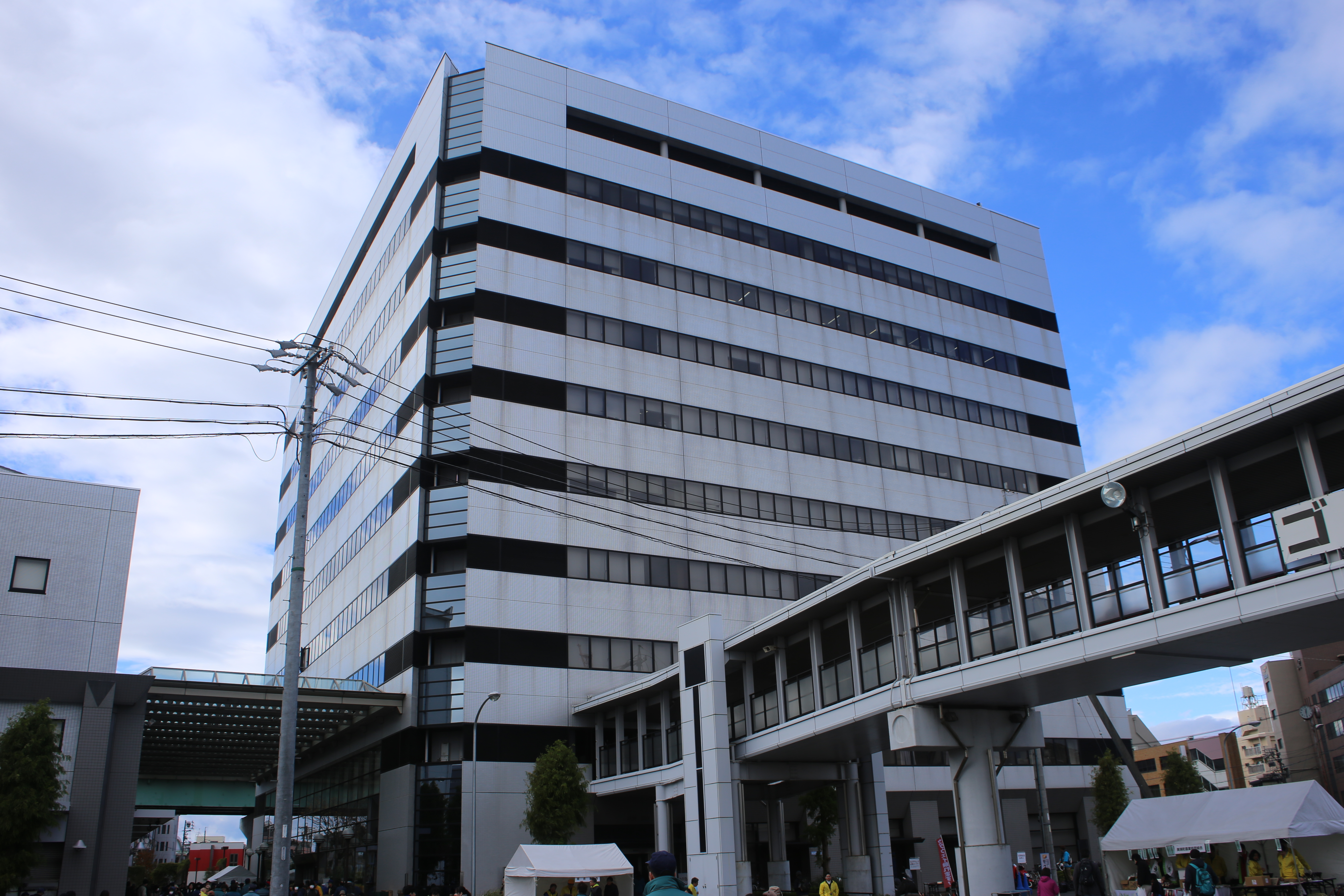
名古屋市中央卸売市場

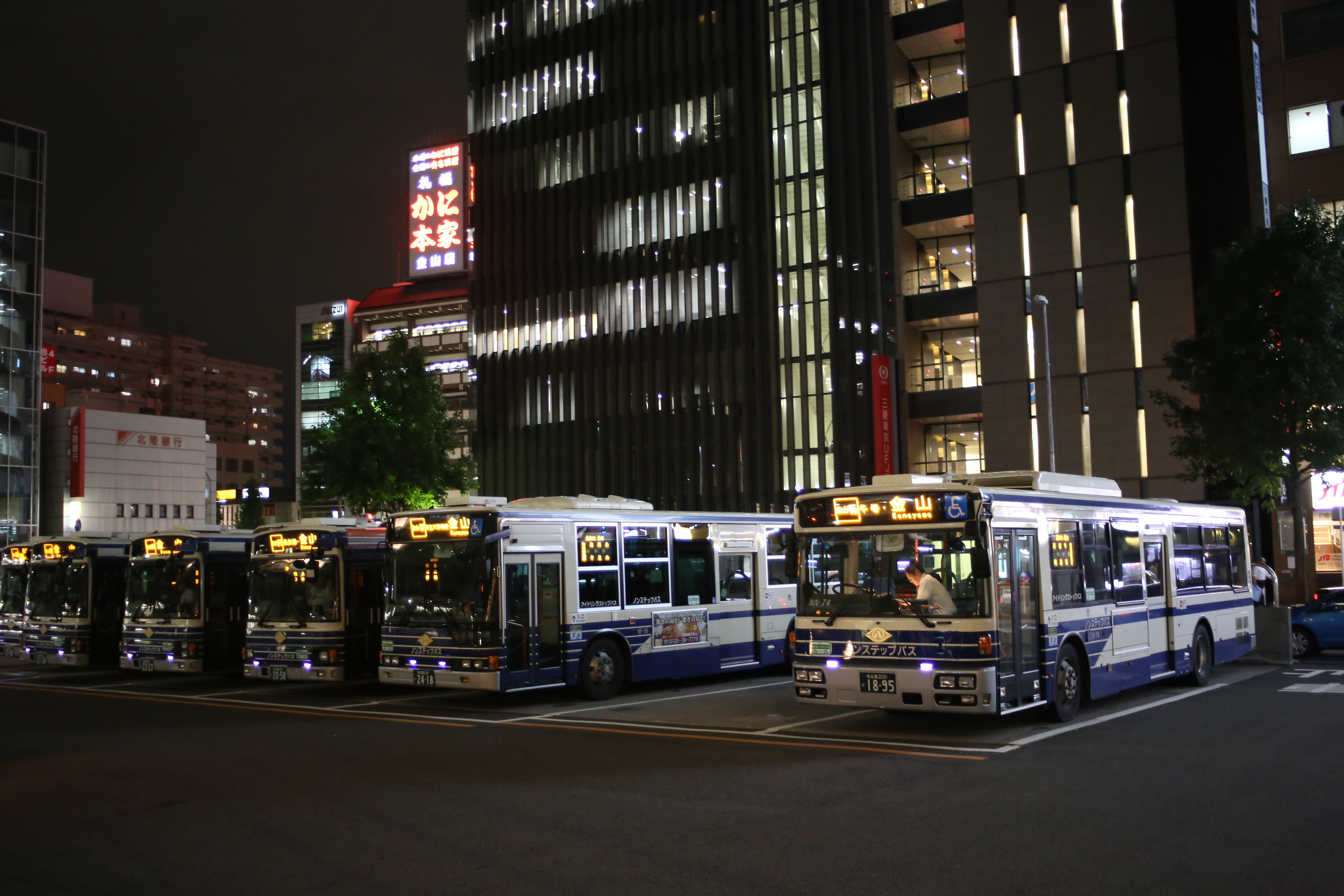
金山

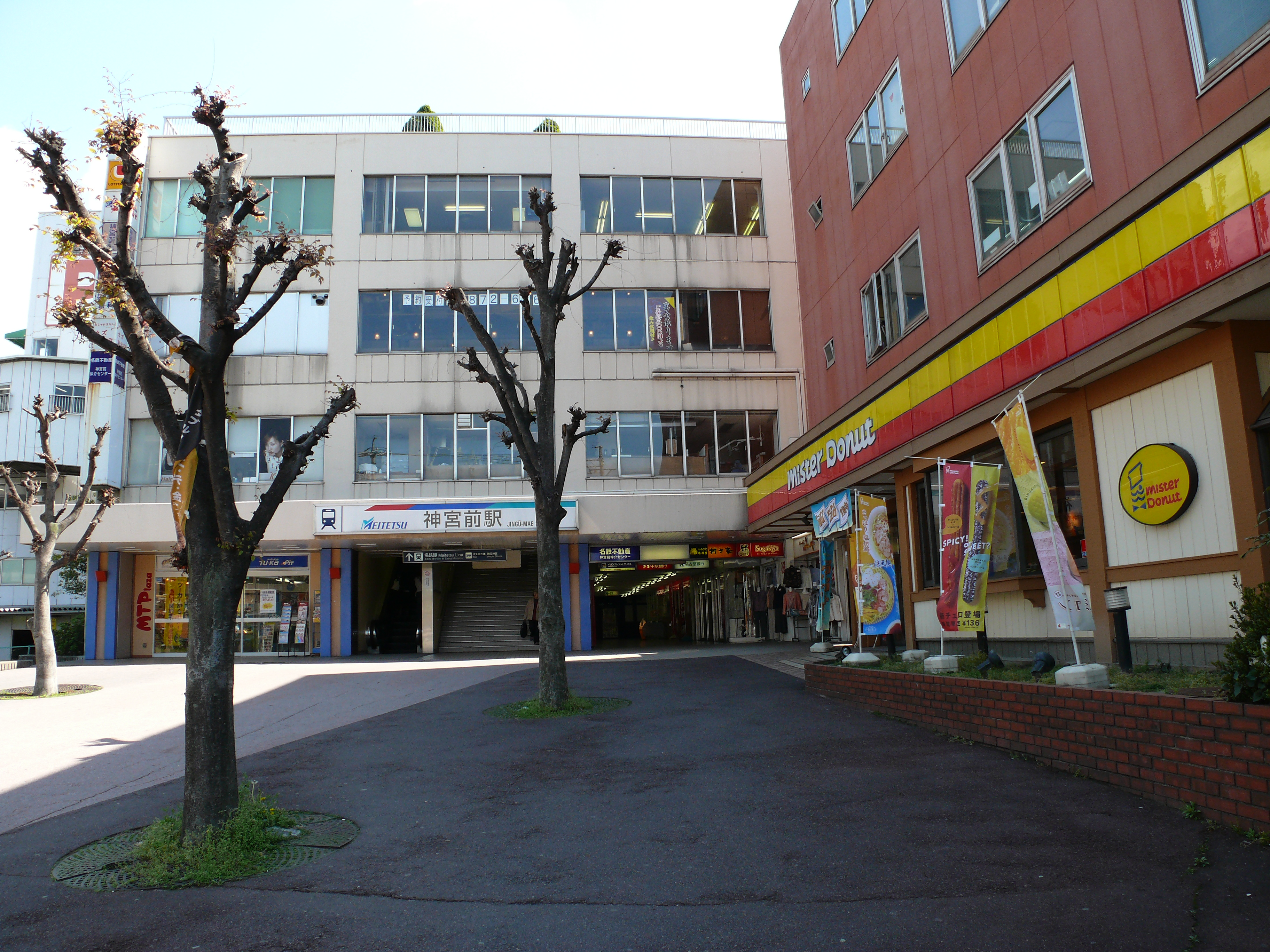
神宮

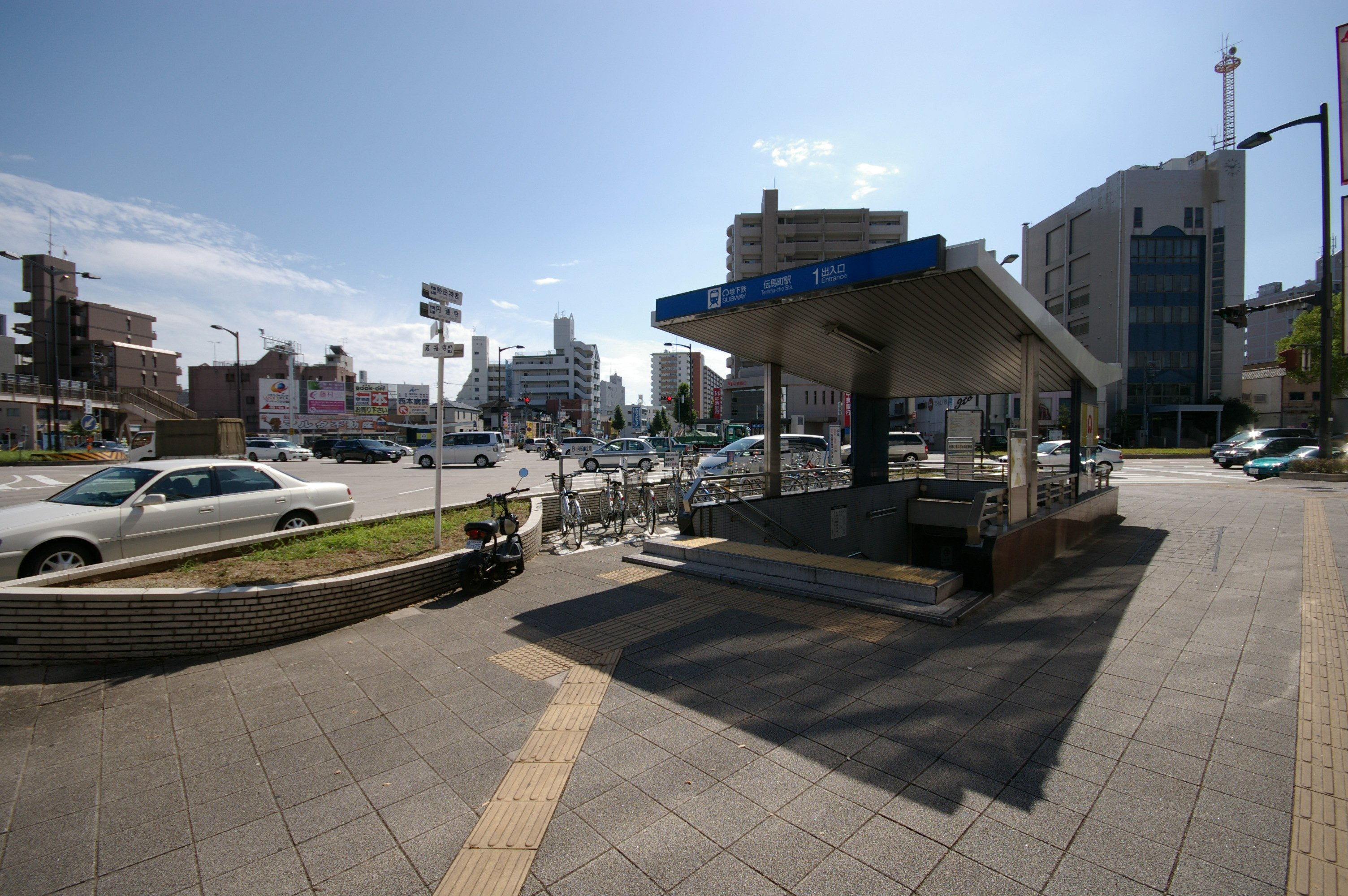
伝馬町

### 第三次産業

#### 商業
主な繁華街
- 金山
- 日比野
- 神宮
- 伝馬町

主な商業施設
- あつたnagAya（パレマルシェ神宮跡地に開業）
- イオンモール熱田
- 西友 熱田三番町店
- ピアゴ ラ フーズコア神野店
- ヤマナカ 日比野店

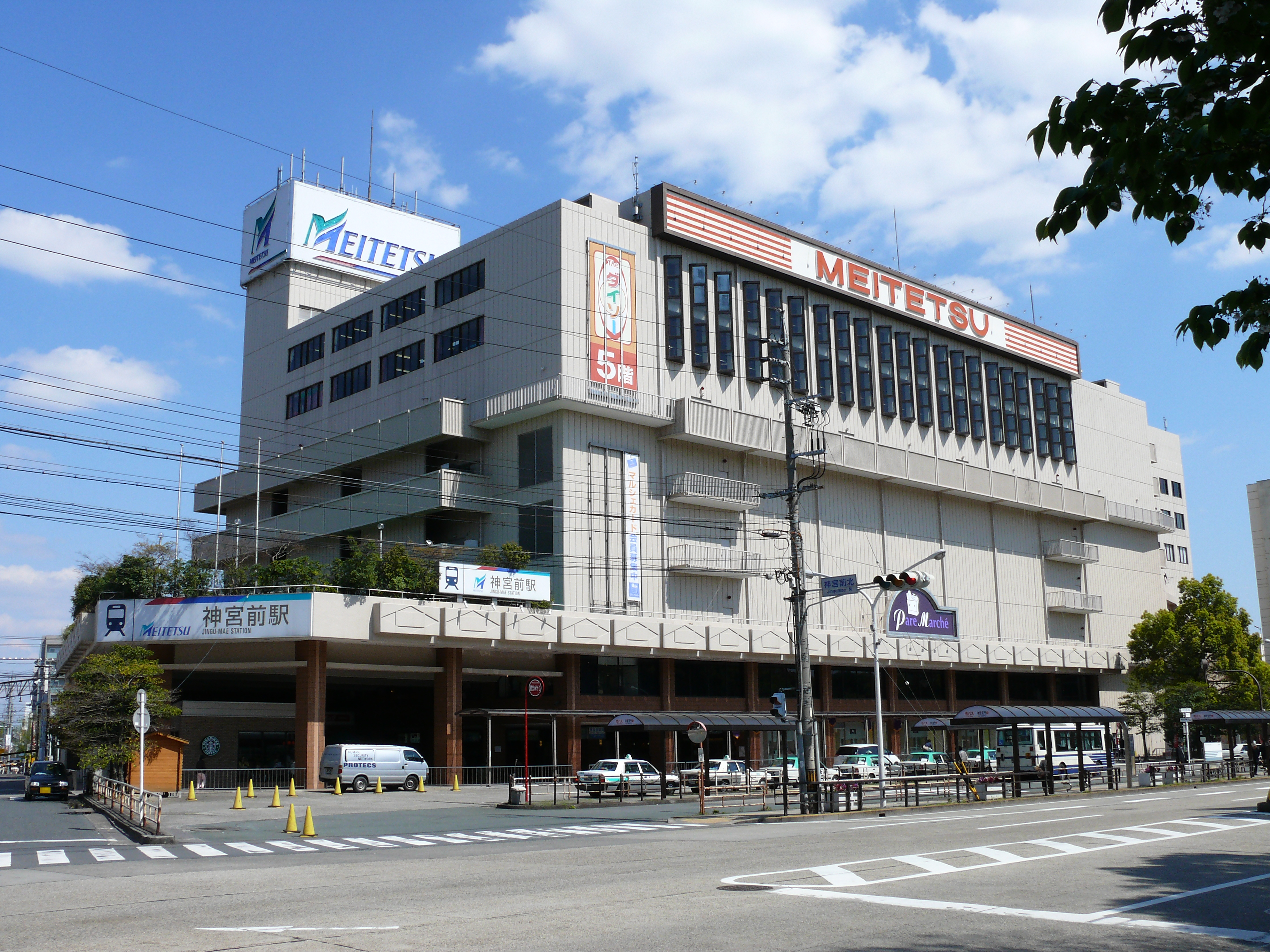
パレマルシェ神宮
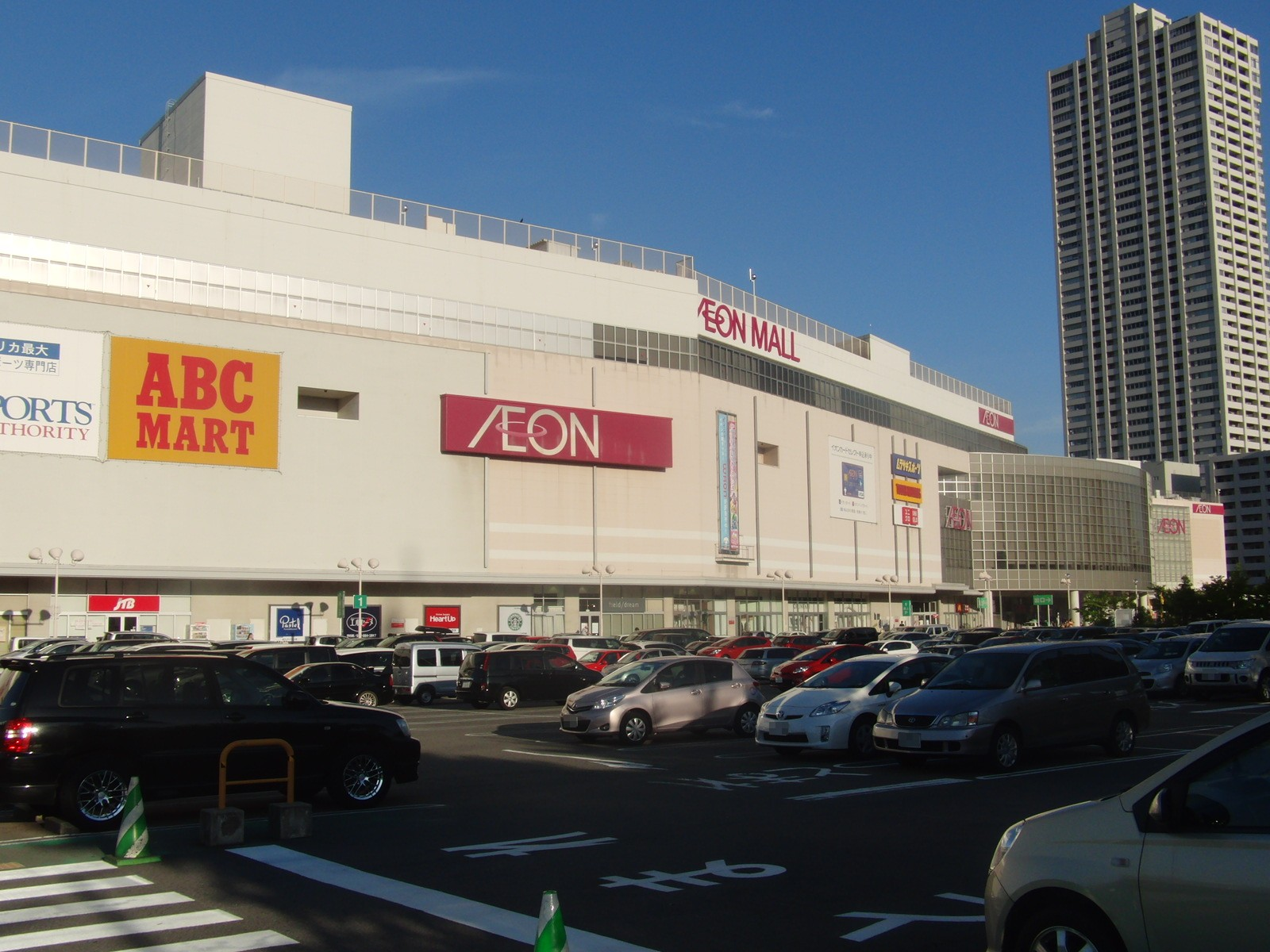
イオンモール熱田
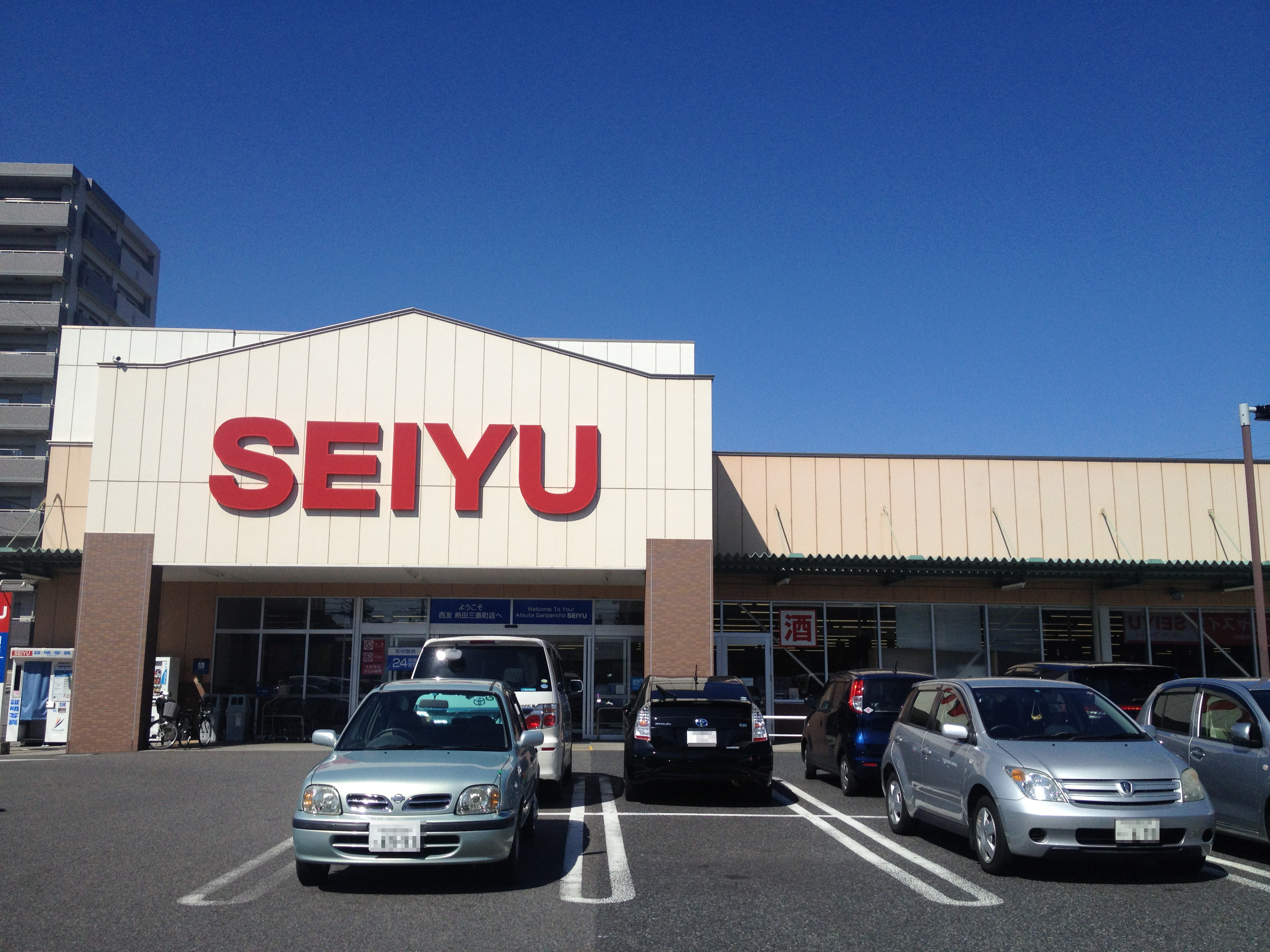
西友熱田三番町店
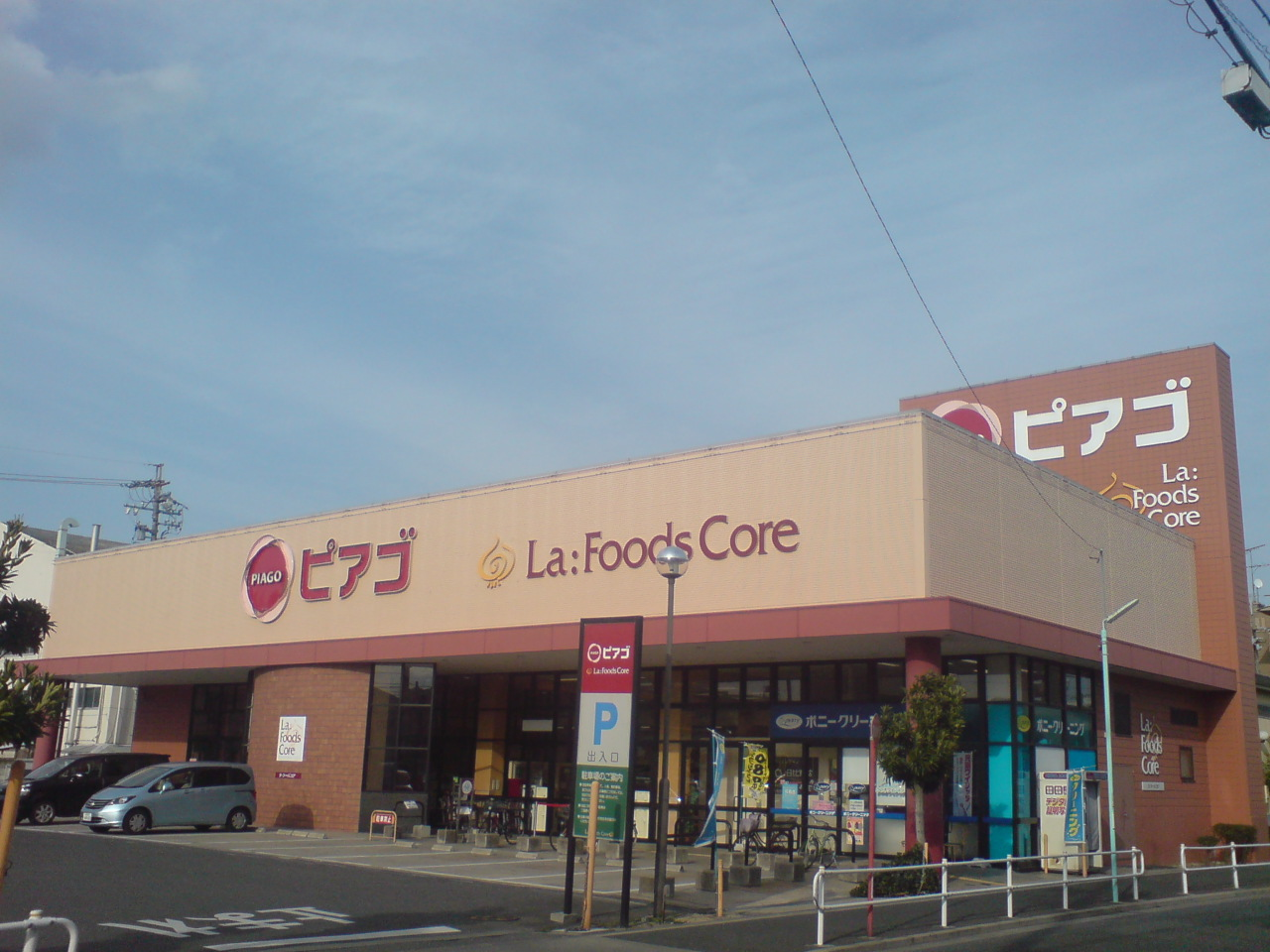
ピアゴ ラ フーズコア神野店
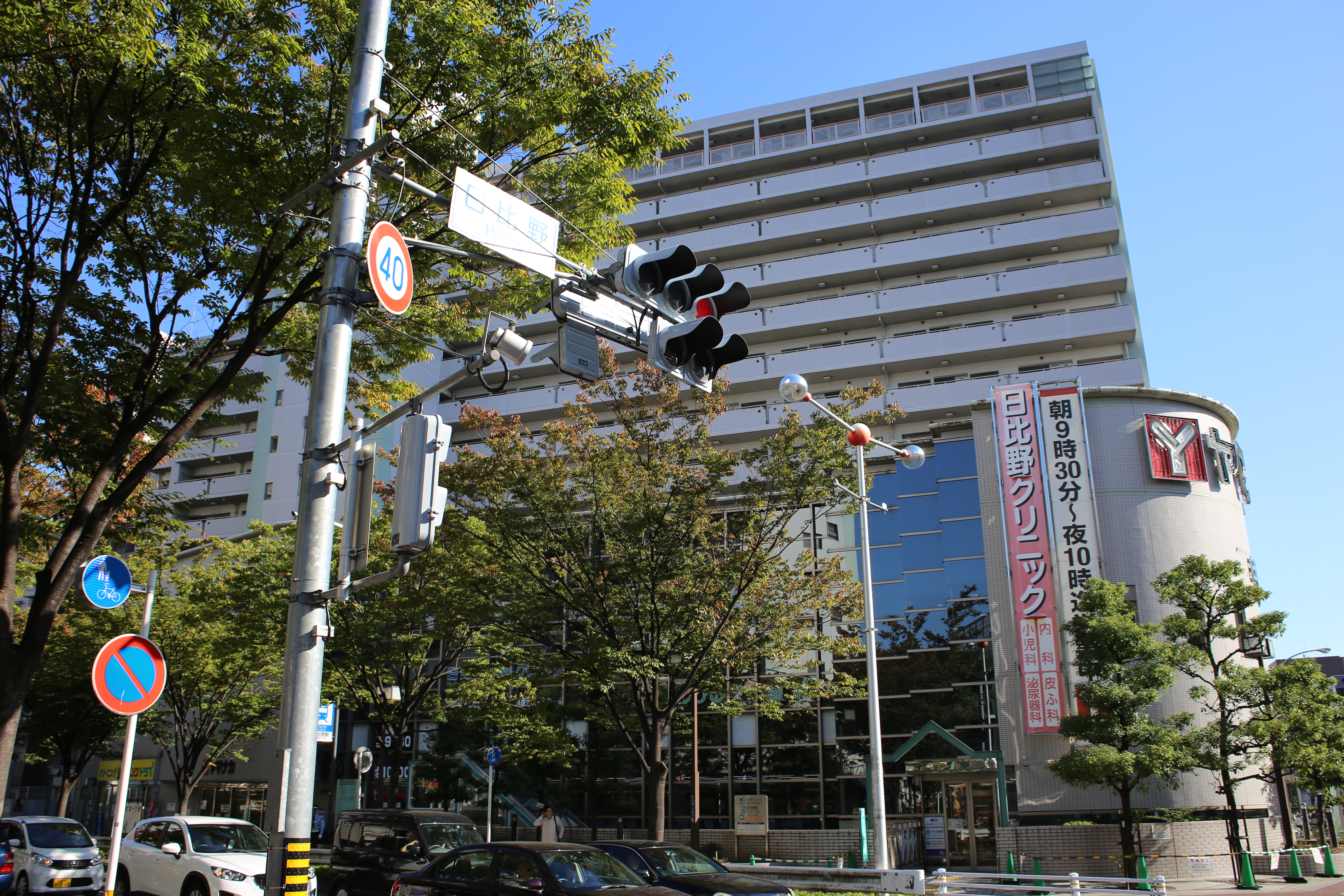
ヤマナカ日比野店

### 本社を置く企業
上場企業
- 愛知機械工業
- 愛知時計電機
- 中部水産
- 東邦瓦斯
- トーカン
- 日本車輌製造

その他
- 名古屋トヨペット 本社
- イチビキ 本社
- 山下工作所 本社
- トヨタモビリティパーツ 本社
- 伸栄産業株式会社 本社

## 教育・研究機関

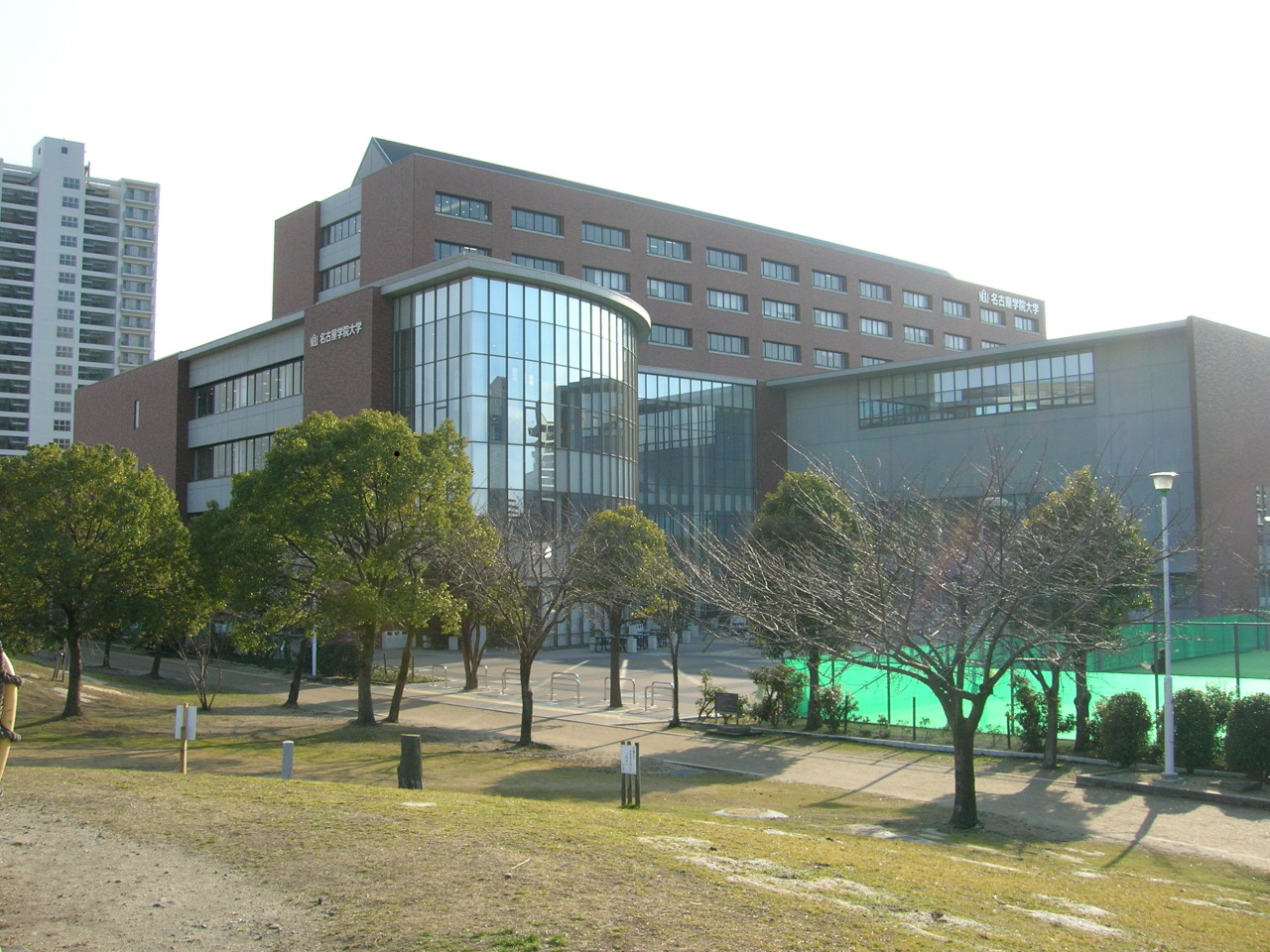
名古屋学院大学
白鳥学舎

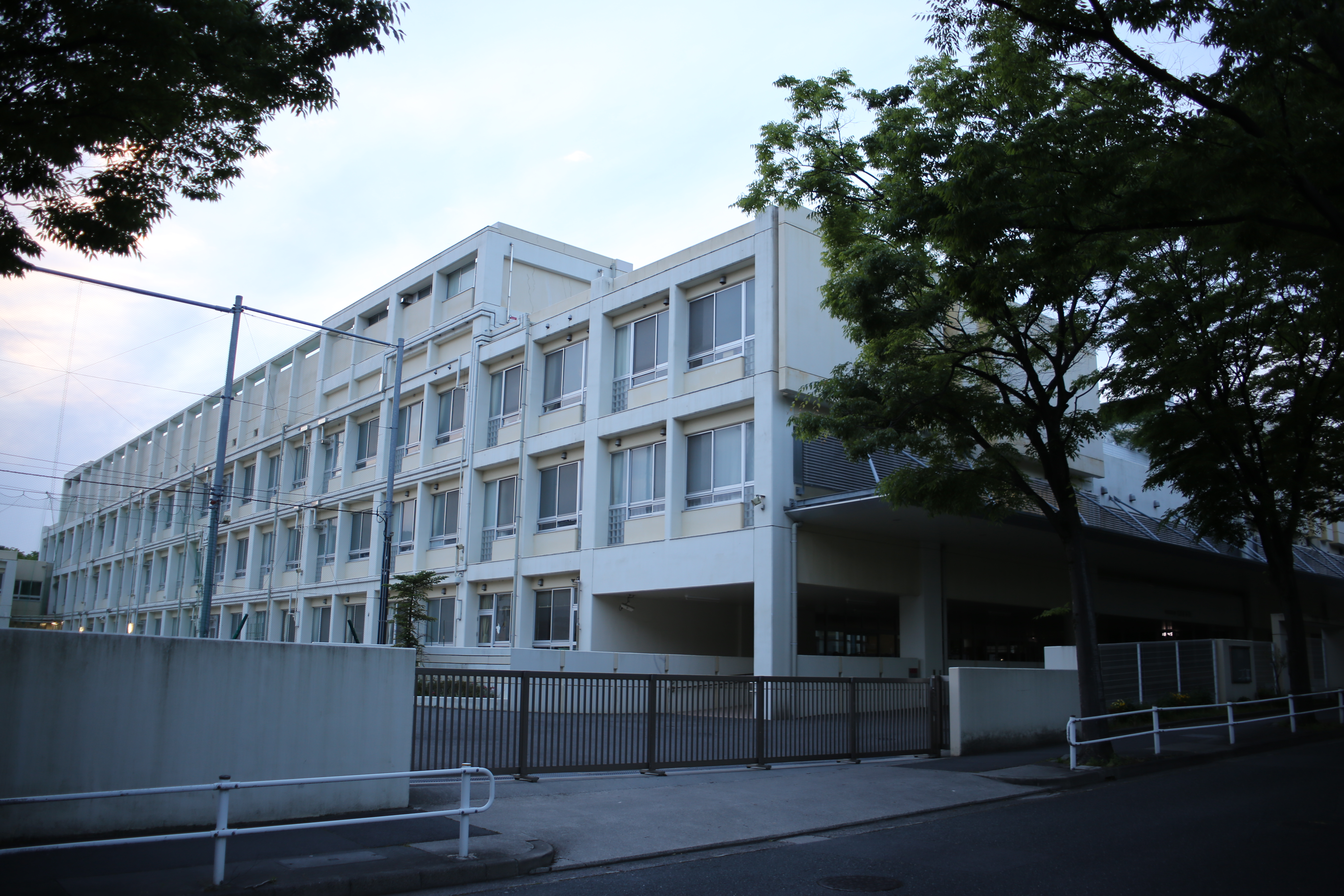
名古屋市立南特別支援学校

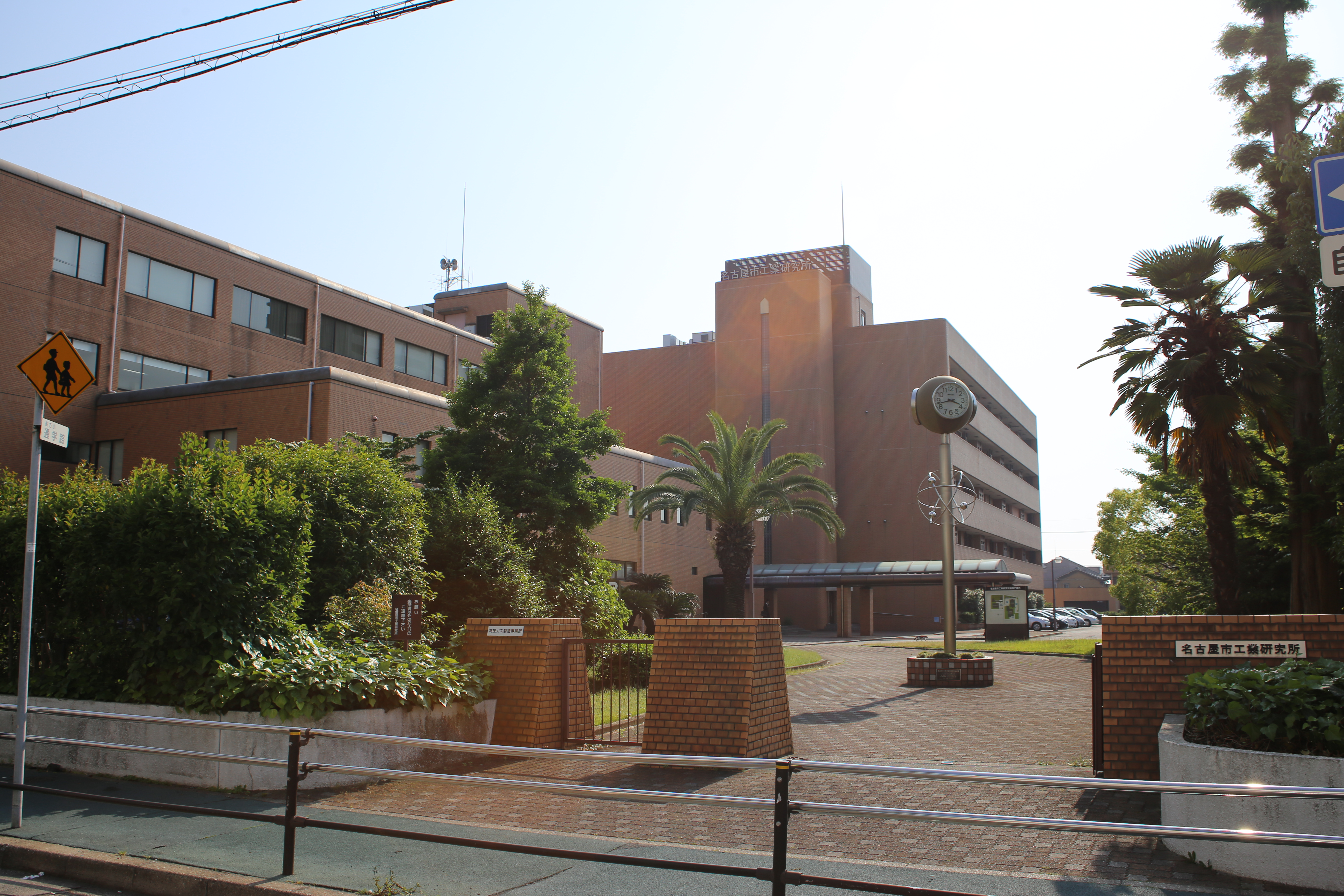
名古屋市工業研究所

### 大学
私立
- 名古屋学院大学名古屋キャンパス（しろとり・ひびの・たいほう）

### 専修学校
私立
- あいち福祉医療専門学校
- ELICビジネス&公務員専門学校
- 東海工業専門学校熱田校
- 名古屋医療情報専門学校
- 名古屋工学院専門学校
- 名古屋情報メディア専門学校
- 名古屋美容専門学校

### 高等学校
県立
- 愛知県立熱田高等学校

### 中学校
市立
- 名古屋市立宮中学校
- 名古屋市立沢上中学校
- 名古屋市立日比野中学校（2・3年が通学）
  - 名古屋市立日比野中学校南校舎（1年が通学）

（かつては分校と称していた。さらにこの場所は1974年まで名古屋市電西町工場だった）

### 小学校
市立
- 名古屋市立高蔵小学校
- 名古屋市立旗屋小学校
- 名古屋市立千年小学校
- 名古屋市立船方小学校
- 名古屋市立白鳥小学校
- 名古屋市立野立小学校
- 名古屋市立大宝小学校

### 特別支援学校
市立
- 名古屋市立南特別支援学校

### 研究機関
- 名古屋市工業研究所
- ファインセラミックスセンター

## 交通

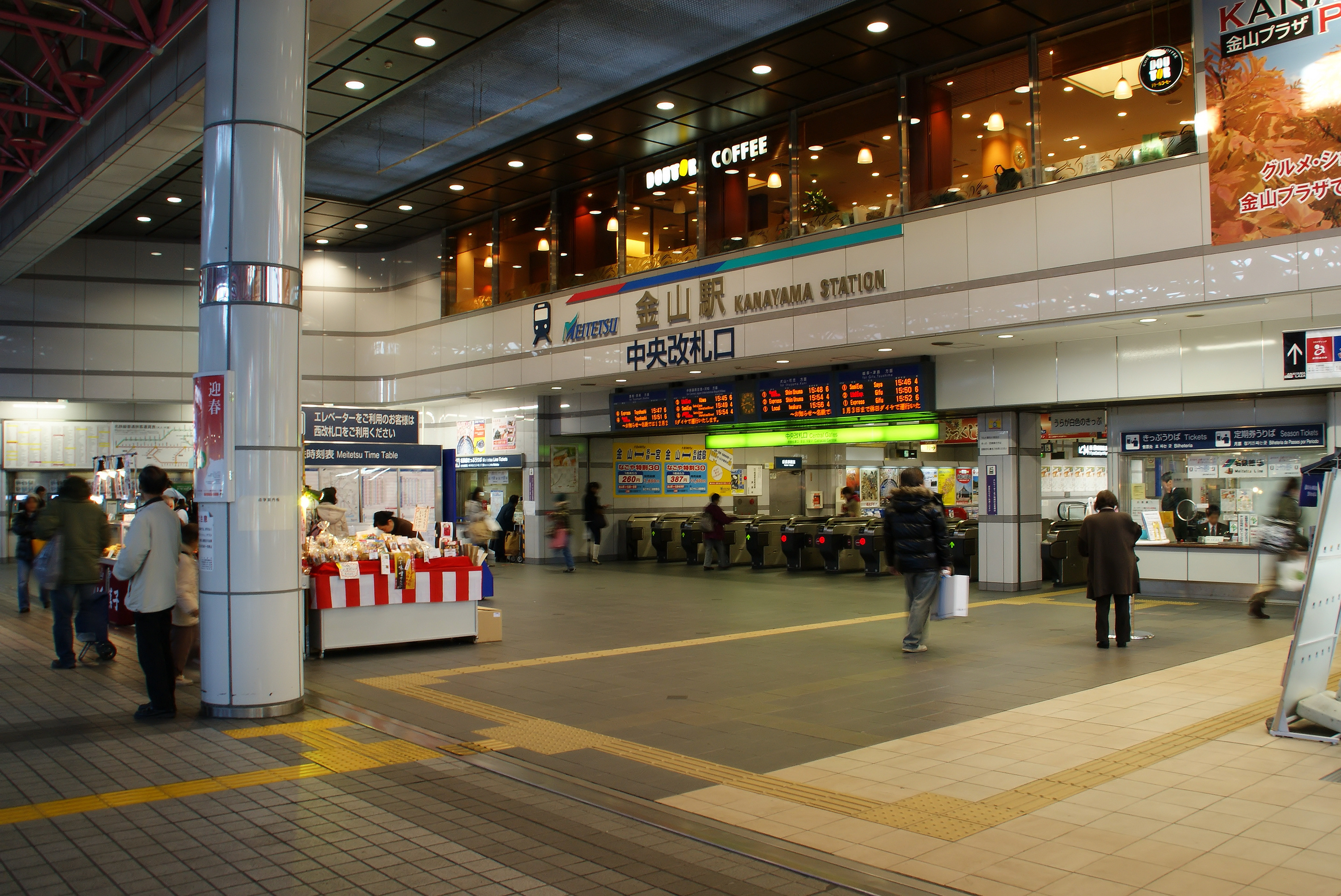
南部の副都心である金山総合駅構内の名鉄中央改札口

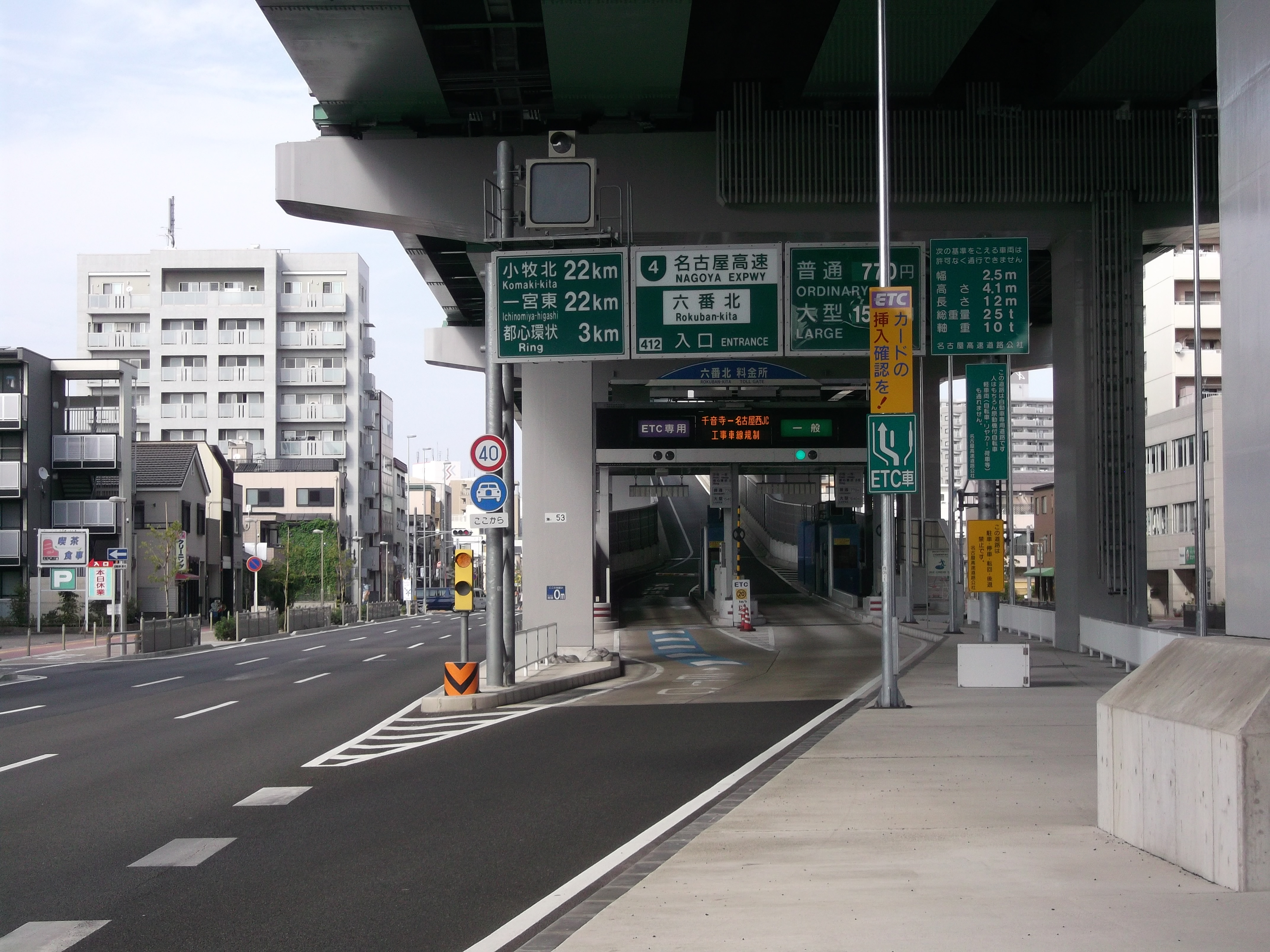
名古屋高速4号東海線

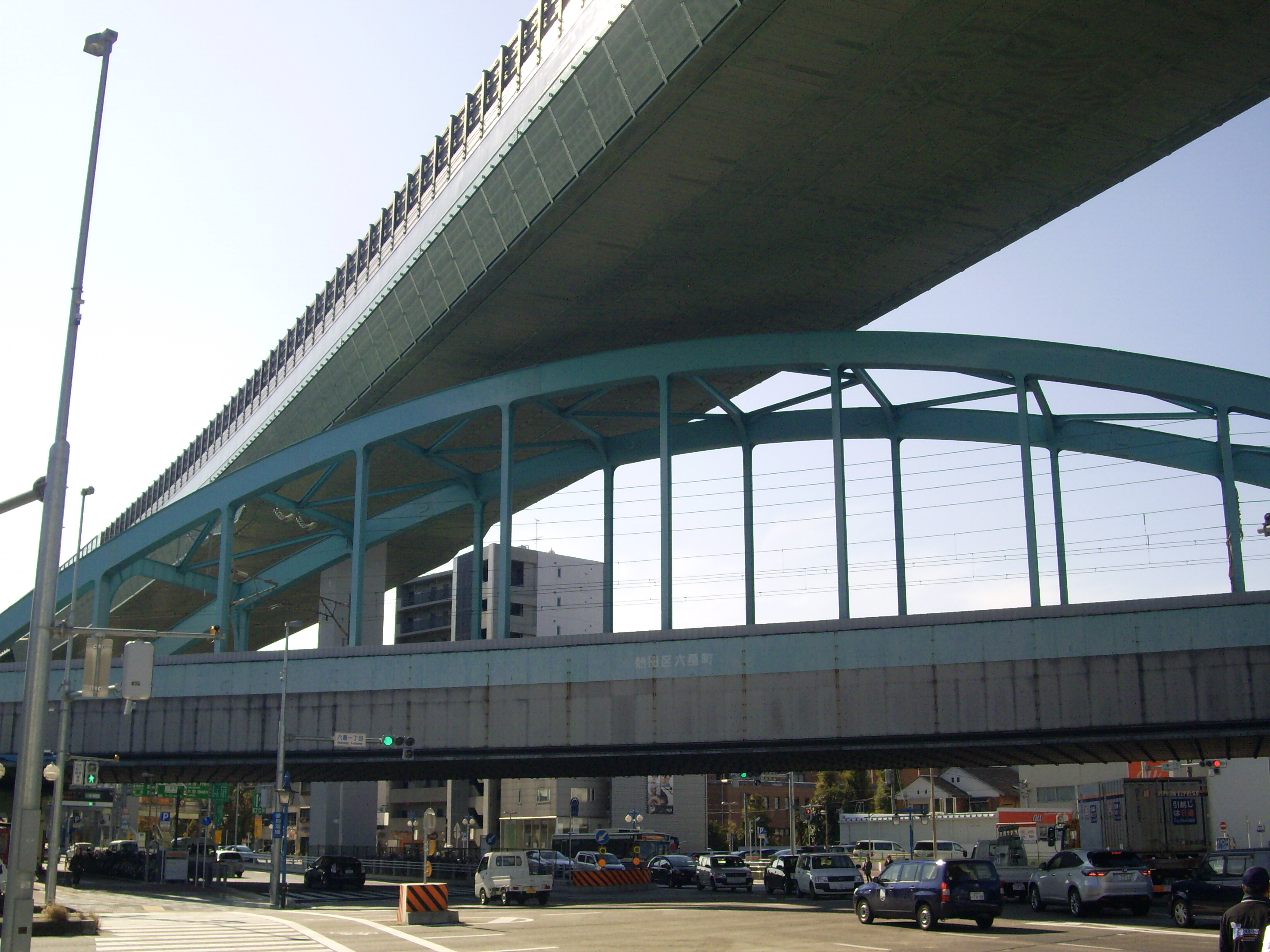
名古屋高速4号東海線とローゼ式跨道橋（地下鉄六番町駅、六番一丁目交差点付近）

### 鉄道

#### 鉄道路線
東海旅客鉄道（JR東海）
■ 東海道本線
- - 金山駅 - 熱田駅 -

■ 中央本線
- - 金山駅 -

名古屋鉄道（名鉄）
■ 名古屋本線・■ 常滑線
- - 金山駅 - 神宮前駅 -

#### 地下鉄
名古屋市交通局（名古屋市営地下鉄）
■ 名城線
- - 金山駅 - 西高蔵駅 - 熱田神宮西駅 - 熱田神宮伝馬町駅 -

〓 名港線
- 金山駅 - 日比野駅 - 六番町駅 -

金山駅のJRと地下鉄の駅設備は中区に属するが、熱田区側からも利用できる。
区役所は熱田駅からすぐの場所に位置する。利用者は神宮前駅の方が多い。

### バス

#### 路線バス
- 名古屋市営バス

#### バスターミナル
- 日比野バスターミナル

### 道路

#### 高速道路
名古屋高速道路
- 4号東海線 :（中川区） - 六番北出入口 - 六番南出入口 - （港区）

#### 国道
- 国道1号
- 国道19号（伏見通：熱田区内は国道22号と重複区間となっている）
- 国道22号（伏見通：熱田区内は国道19号と重複区間となっている）
- 国道154号
- 国道247号

#### 県道
主要地方道
- 愛知県道29号弥富名古屋線（八熊通）

一般県道
- 愛知県道115号津島七宝名古屋線（佐屋街道）
- 愛知県道224号熱田停車場線
- 愛知県道225号名古屋東港線
- 愛知県道226号熱田停車場伝馬線（大津通）
- 愛知県道456号高速名古屋新宝線（名古屋高速4号東海線）

#### 市道
主要地方道
- 名古屋市道江川線（江川線）

#### 幹線道路の道路通称名
＜南北の道路＞
- 江川線
- 伏見通
- 大津通

＜東西の道路＞
- 八熊通

## 観光

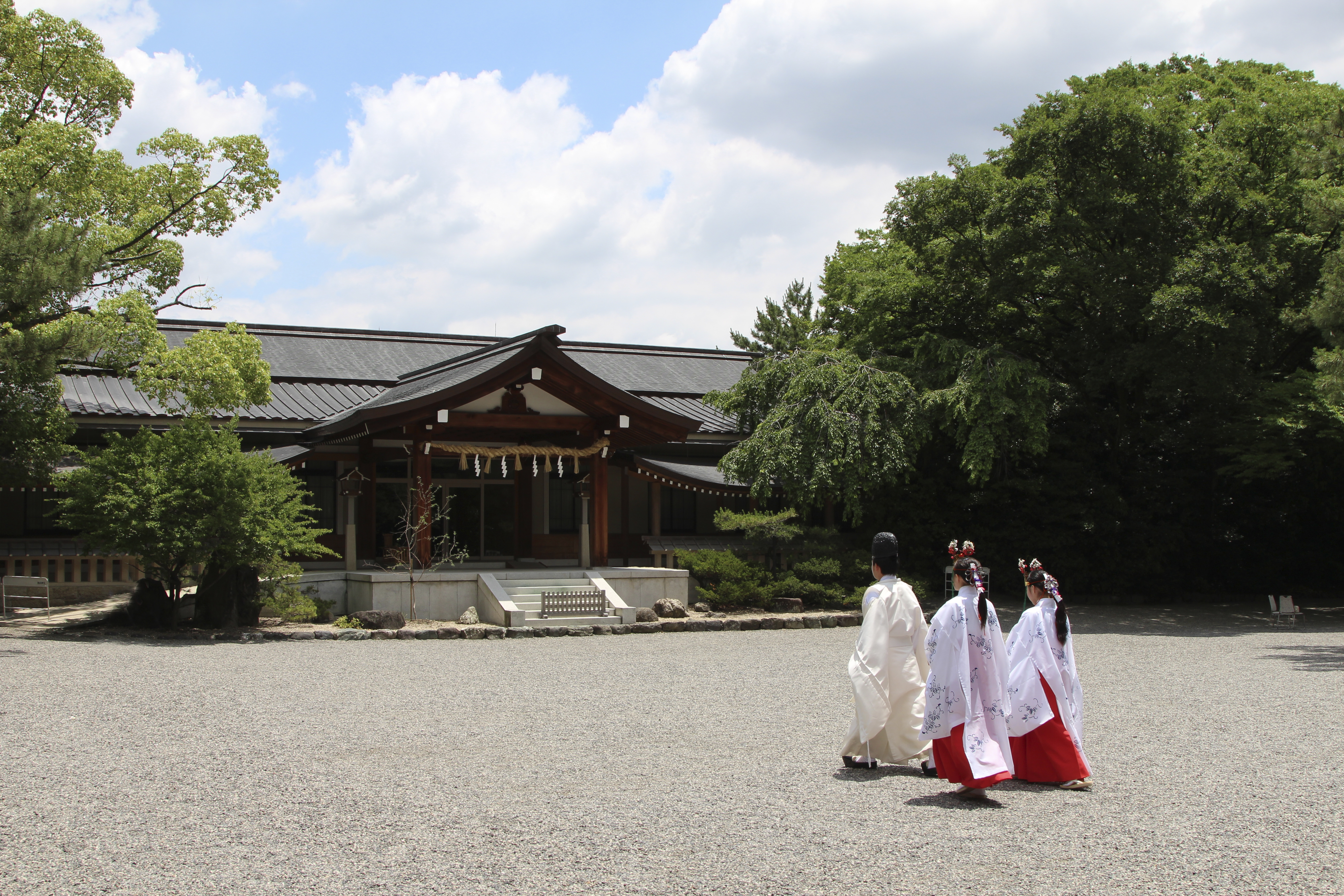
熱田神宮

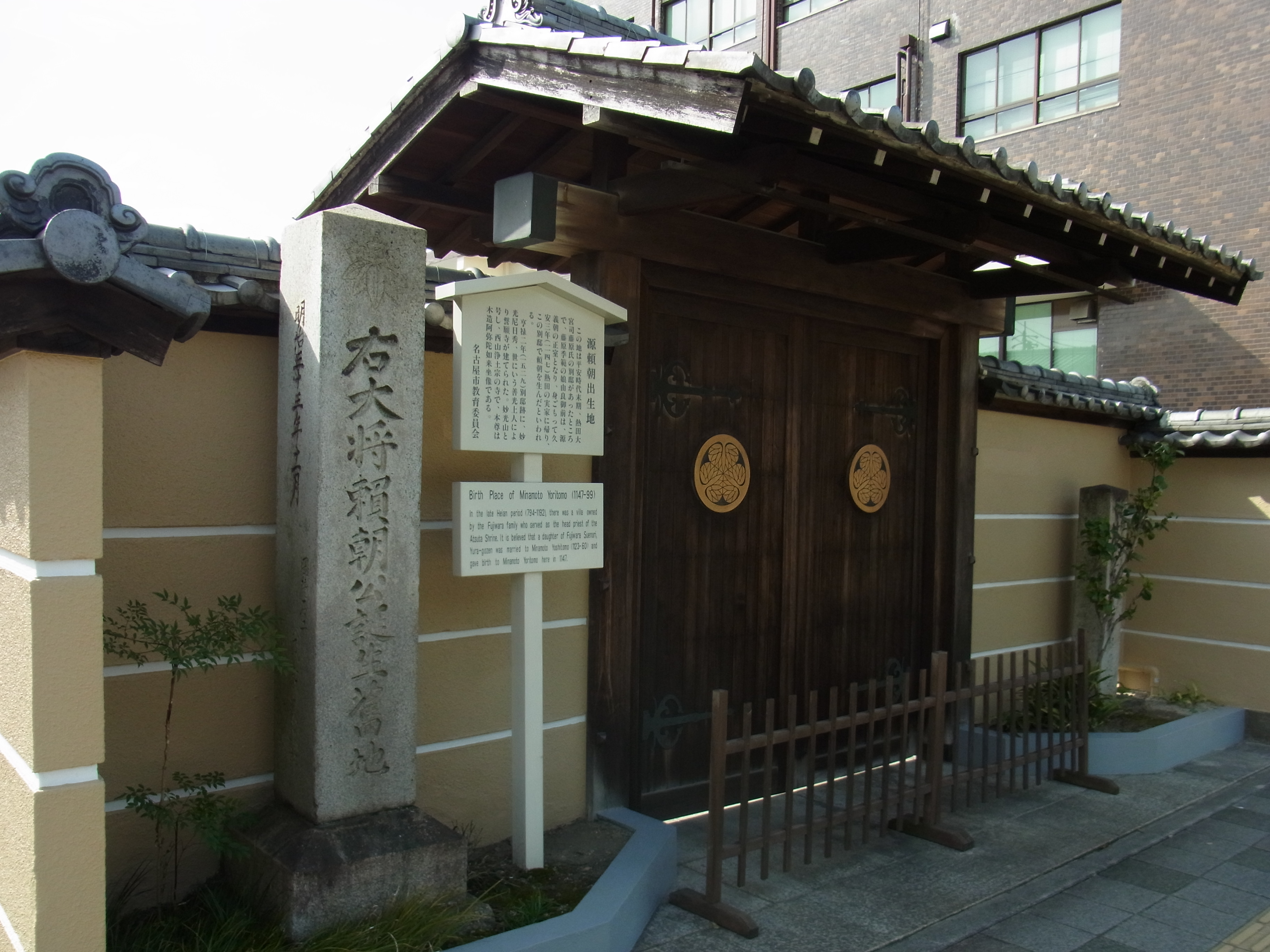
誓願寺

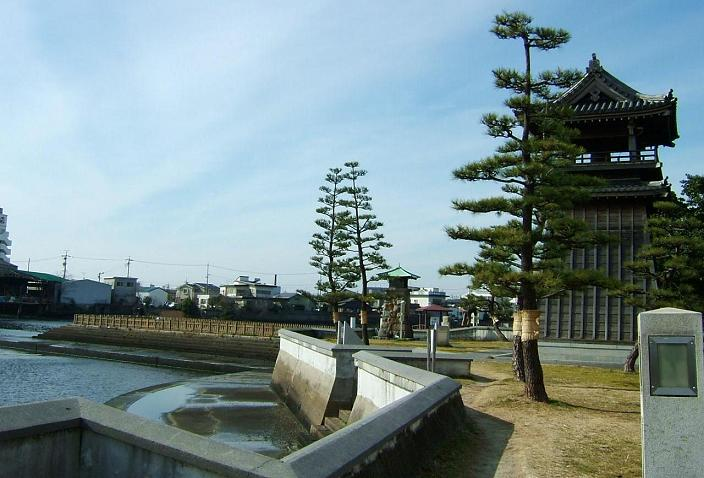
東海道 宮宿

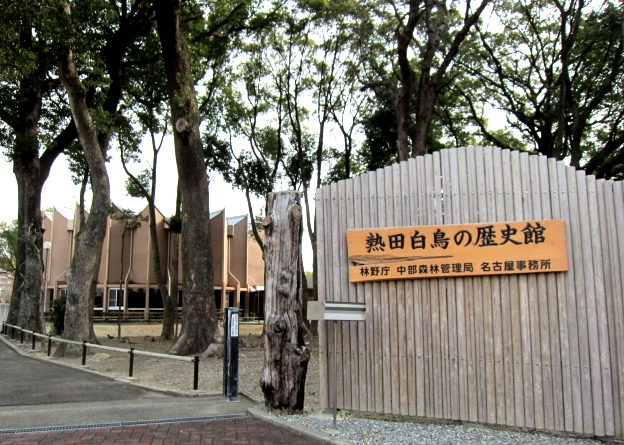
熱田白鳥の歴史館

### 名所･旧跡
主な寺院
- 姥堂
- 雲心寺
- 円通寺
- 円福寺
- 誓願寺 - 日本初の武家政権を樹立し、鎌倉幕府初代征夷大将軍となった源頼朝の生誕地とされる寺院。
- 法持寺
- 本遠寺

主な神社
- 熱田神宮 - 三種の神器の1つである草薙剣を御神体として祀られる神宮。
- 高座結御子神社
- 金山神社
- 鈴之御前社

宿場町
- 宮宿（東海道、佐屋街道）
  - 七里の渡し
  - 裁断橋
  - ほうろく地蔵
  - 丹羽家住宅

主な遺跡
- 白鳥古墳
- 高蔵遺跡
- 断夫山古墳

### 観光スポット
公園
- 熱田神宮公園
- 白鳥公園
- 白鳥庭園
- 神宮東公園
- 宮の渡し公園

文化施設
- 熱田白鳥の歴史館
- 熱田神宮能楽殿
- 熱田神宮宝物館

施設
- 名古屋国際会議場（センチュリーホール）

## 文化・名物

### 祭事・催事
主な祭事
- 熱田神宮例祭（尚武祭・熱田まつり）
- 高蔵祭
- 円通寺火渡り神事

主な催事

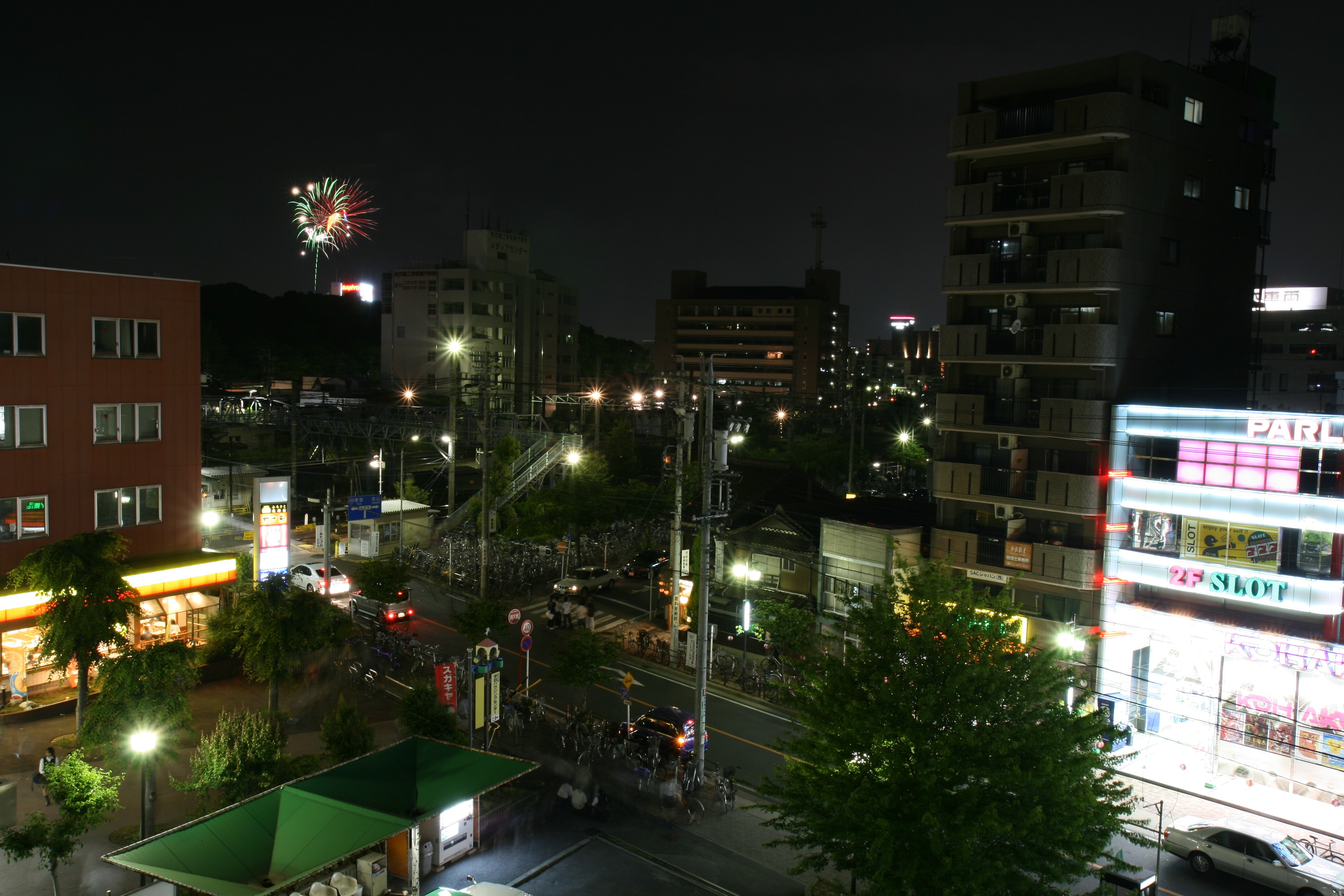
熱田まつり花火

- 世界デザイン博覧会白鳥会場（1989年7月15日 - 11月26日）

この博覧会開催に合わせ白鳥貯木場は埋め立てられた。

### 名産・特産
名物
- ひつまぶし - あつた蓬莱軒
- きよめ餅 - きよめ餅総本家
- 宮きしめん

## 出身・関連著名人
- 岡田有希子 （元アイドル歌手）

伝 源頼朝

- 岡部又右衛門（室町・安土桃山時代の宮大工）
- 鬼頭数雄（プロ野球、元大東京軍・ライオン軍，南海軍）[注釈 4]
  - 鬼頭勝治（プロ野球、元近畿日本軍）[注釈 4]
  - 鬼頭政一（プロ野球、元名古屋軍，ライオン軍・朝日軍，西鉄クリッパース，近鉄パールス）[注釈 4]
- 近藤裕希（芸人、バース）
- 玉飛鳥大輔（力士）
- 中山礼都（プロ野球選手）
- 成田昭次（歌手）
- 芳賀紀行（レーサー）
- 源頼朝（鎌倉幕府の初代征夷大将軍）
- 向井慧（芸人、パンサー）
- 安井正義（実業家、ブラザー工業創業者）
- 山田勝彦（元プロ野球選手、阪神タイガースコーチ）
- 笠亭仙果（江戸時代の戯作者・狂歌師）